# Lijst van afleveringen van NCIS
Dit is een lijst met afleveringen van de Amerikaanse televisieserie NCIS.
| Seizoen | Aantal afleveringen | Oorspronkelijke uitzendperiode (VS) | Oorspronkelijke uitzendperiode (VS) | Oorspronkelijke uitzendperiode (NL) | Oorspronkelijke uitzendperiode (NL) | Oorspronkelijke uitzendperiode (VL) | Oorspronkelijke uitzendperiode (VL) |
| Seizoen | Aantal afleveringen | Eerste aflevering                   | Laatste aflevering                  | Eerste aflevering                   | Laatste aflevering                  | Eerste aflevering                   | Laatste aflevering                  |
| ------- | ------------------- | ----------------------------------- | ----------------------------------- | ----------------------------------- | ----------------------------------- | ----------------------------------- | ----------------------------------- |
| 1       | 23                  | 23 september 2003                   | 25 mei 2004                         | 1 mei 2004                          | 19 oktober 2006                     |                                     |                                     |
| 2       | 23                  | 28 september 2004                   | 24 mei 2005                         | 26 oktober 2006                     | 25 april 2007                       |                                     |                                     |
| 3       | 24                  | 20 september 2005                   | 16 mei 2006                         | 2 mei 2007                          | 8 oktober 2007                      |                                     |                                     |
| 4       | 24                  | 19 september 2006                   | 22 mei 2007                         | 15 oktober 2007                     | 24 maart 2008                       |                                     |                                     |
| 5       | 19                  | 25 september 2007                   | 20 mei 2008                         | 7 april 2008                        | 17 maart 2006                       |                                     |                                     |
| 6       | 25                  | 23 september 2008                   | 19 mei 2009                         | 24 maart 2009                       | 24 november 2009                    |                                     |                                     |
| 7       | 24                  | 22 september 2009                   | 25 mei 2010                         | 2 maart 2010                        | 21 december 2010                    | 31 januari 2010                     | 7 oktober 2010                      |
| 8       | 24                  | 21 september 2010                   | 17 mei 2011                         | 4 januari 2011                      | 11 oktober 2011                     | 14 oktober 2010                     | 8 maart 2012                        |
| 9       | 24                  | 20 september 2011                   | 15 mei 2012                         | 18 oktober 2011                     | 9 oktober 2012                      | 8 maart 2012                        | 4 november 2012                     |
| 10      | 24                  | 25 september 2012                   | 14 mei 2013                         | 23 oktober 2012                     | 17 december 2013                    | 11 november 2012                    | 23 maart 2014                       |
| 11      | 24                  | 24 september 2013                   | 13 mei 2014                         | 7 januari 2014                      | 28 oktober 2014                     | 30 maart 2014                       | 29 oktober 2014                     |
| 12      | 24                  | 23 september 2014                   | 12 mei 2015                         | 18 november 2014                    | 13 oktober 2015                     | 5 november 2014                     | 28 februari 2016                    |
| 13      | 24                  | 22 september 2015                   | 17 mei 2016                         | 27 oktober 2015                     | 31 mei 2016                         | 6 maart 2016                        | 20 november 2016                    |
| 14      | 24                  | 20 september 2016                   | 16 mei 2017                         | 17 januari 2017                     | 30 mei 2017                         | 27 november 2016                    | 8 juli 2018                         |
| 15      | 24                  | 26 september 2017                   | 22 mei 2018                         | 10 januari 2018                     | 14 oktober 2018                     | 8 juli 2018                         | 13 januari 2019                     |
| 16      | 24                  | 25 september 2018                   | 21 mei 2019                         | 21 oktober 2018                     | 2 juni 2019                         | 20 januari 2019                     | 13 augustus 2019                    |
| 17      | 20                  | 24 september 2019                   | 14 april 2020                       | 13 oktober 2019                     | 3 mei 2020                          | 26 mei 2020                         | 4 augustus 2020                     |
| 18      | 16                  | 17 november 2020                    | 25 mei 2021                         | 31 januari 2021                     | 6 juni 2021                         | 1 juli 2021                         | 2 september 2021                    |
| 19      | 21                  | 20 september 2021                   | 23 mei 2022                         | 27 november 2021                    | 28 mei 2022                         |                                     |                                     |
| 20      | 22                  | 19 september 2022                   | 22 mei 2023                         | 2 januari 2023                      | 29 mei 2023                         | 17 februari 2024                    | 9 maart 2024                        |
| 21      | 10                  | 12 februari 2024                    | 6 mei 2024                          | 16 maart 2024                       | 25 mei 2024                         |                                     |                                     |
| 22      | 20                  | 14 oktober 2024                     | 5 mei 2025                          | 6 januari 2025                      | 19 mei 2025                         |                                     |                                     |

## Seizoen 1
Rolverdeling seizoen 1:
- Mark Harmon als Special Agent in Charge (SIC) Leroy Jethro Gibbs
- Michael Weatherly als Senior Special Agent (SSA) Anthony (Tony) DiNozzo
- Sasha Alexander als Special Agent Caitlin (Kate) Todd
- Pauley Perrette als Abigail (Abby) Sciuto
- David McCallum als dr. Donald Mallard (Ducky)
- Gastrollen van onder meer Sean Murray (Timothy (Tim) McGee), Alan Dale (Tom Morrow) en Rudolf Martin (Ari Haswari)

| Nr. | Titel aflevering       | Datum eerste uitzending | Datum eerste uitzending | Samenvatting |
| Nr. | Titel aflevering       | VS                      | NL                      | Samenvatting |
| --- | ---------------------- | ----------------------- | ----------------------- | --- |
| 1   | Yankee White           | 23 september 2003       | 1 mei 2004              | Een marine-commandant sterft op Air Force One. Agenten van de NCIS moeten uitzoeken of de marine-commandant een natuurlijke dood is gestorven of niet. |
| 2   | Hung Out To Dry        | 30 september 2003       | 8 mei 2004              | Tijdens een oefening opent de parachute van een marinier niet en hij crasht in een auto met twee tieners. Het team moet uitvinden of het een ongeluk was of moord. |
| 3   | Seadog                 | 7 oktober 2003          | 22 mei 2004             | Het lichaam van een marine-commandant spoelt, samen met de lichamen van twee drugsdealers, aan. |
| 4   | The Immortals          | 14 oktober 2003         | 29 mei 2004             | Het team doet onderzoek, wanneer een lichaam van een marinier wordt gevonden op de bodem van de zee. |
| 5   | The Curse              | 28 oktober 2003         | 5 juni 2004             | Een marineluitenant, die al tien jaar wordt vermist, wordt gemummificeerd gevonden door een jager. Het team van de NCIS start onmiddellijk een onderzoek, om duidelijkheid te krijgen over zijn dood en het kapitaal dat hij bezat.                                                       |
| 6   | High Seas              | 4 november 2003         | 19 juni 2004            | Een NCIS-agent schakelt het team in, als op een vliegdekschip mariniers overlijden door een overdosis drugs, terwijl ze geen van allen ooit iets met drugs te maken hebben gehad. |
| 7   | Sub Rosa               | 18 november 2003        | 26 juni 2004            | Een marineofficier wordt het slachtoffer van vergiftiging door straling. Het NCIS-team moet de dader zien te vinden. De officier vermoedt dat een van zijn collega's erachter zit. |
| 8   | Minimum Security       | 25 november 2003        | 3 juli 2004             | Het NCIS-team is onderweg naar Cuba en onderzoekt een moord, waarbij een tolk van de marine in verband wordt gebracht met de smokkel in een gevangenis. Hij is plotseling achter het stuur van zijn auto overleden, toen hij vanuit Guantanamo Bay onderweg was naar de Verenigde Staten. |
| 9   | Marine Down            | 16 december 2003        | 10 juli 2004            | Wanneer een net overleden marinier zijn vrouw opbelt op zijn begrafenis, gaan er vermoedens dat de man nog leeft. Op het eerste gezicht lijkt er sprake van een flauwe grap, totdat er bewijs opduikt dat de man misschien inderdaad nog leeft.                                           |
| 10  | Left For Dead          | 6 januari 2004          | 17 juli 2004            | Een vrouw weet uit het graf te komen waarin ze levend begraven is. Ze lijdt aan geheugenverlies, maar kan zich wel herinneren dat er een bom aan boord is van een marineschip. |
| 11  | Eye Spy                | 13 januari 2004         | 24 juli 2004            | Wanneer een marineofficier dood wordt aangetroffen, zet het NCIS-team satelliettechnologie in, om de moordenaar op te sporen. |
| 12  | My Other Left Foot     | 3 februari 2004         | 31 juli 2004            | In een afvalcontainer wordt een been gevonden met een tatoeage van de marine erop. Dit leidt het NCIS-team naar een klein dorpje, waar een moord is gepleegd. |
| 13  | One Shot, One Kill     | 10 februari 2004        | 7 augustus 2004         | Het team onderzoekt de moord op een marineofficier, die is omgebracht door een sluipschutter. Deze heeft een witte veer achtergelaten op de plek van de misdaad. |
| 14  | The Good Samaritan     | 17 februari 2004        | 1 juni 2006             | Een tandarts bij de marine wordt vermoord, wanneer hij een motorrijder met pech wil helpen. Het NCIS-team leidt het onderzoek naar de moord en komt erachter dat de vrouw van het slachtoffer mogelijk meer weet.                                                                         |
| 15  | Enigma                 | 24 februari 2004        | 24 augustus 2006        | De carrière van Gibbs staat op het spel, wanneer een oud-collega verdacht wordt van fraude. |
| 16  | Bête Noire             | 2 maart 2004            | 31 augustus 2006        | Een terrorist houdt Ducky, Gerald en Kate gegijzeld, terwijl het NCIS-team onderzoekt hoe de terrorist het terrein van de marine is opgekomen. |
| 17  | The Truth Is Out There | 16 maart 2004           | 7 september 2006        | Een marinier wordt vermoord in een illegale nachtclub. Het team onderzoekt of chantage het motief voor de moord is geweest. |
| 18  | UnSEALed               | 6 april 2004            | 14 september 2006       | Het team is op zoek naar een ontsnapte gevangene, die wraak wil nemen op de moordenaar van zijn ex-vrouw. |
| 19  | Dead Man Talking       | 27 april 2004           | 21 september 2006       | Wanneer een NCIS-teamlid wordt vermoord tijdens een onderzoek, moet Gibbs' team deze moord zien op te lossen. |
| 20  | Missing                | 4 mei 2004              | 28 september 2006       | Als een marinier wordt vermist, komt het team erachter dat er al drie leden van dezelfde eenheid zijn vermoord. Het team verdenkt de bevelhebber van de eenheid ervan een seriemoordenaar te zijn.                                                                                        |
| 21  | Split Decision         | 11 mei 2004             | 5 oktober 2006          | Wanneer het lijk van een marinier wordt gevonden in het bos, lijkt het motief te liggen in een mislukte wapendeal. |
| 22  | A Weak Link            | 18 mei 2004             | 12 oktober 2006         | Het team onderzoekt de dood van een marinier, die is verongelukt tijdens een oefening. Naarmate het onderzoek vordert, komt het team erachter dat het om een moord gaat. |
| 23  | Reveille               | 25 mei 2004             | 19 oktober 2006         | Een terrorist heeft het plan om een aanslag op de president te plegen. Gibbs en zijn team moeten de identiteit van de terrorist zien te achterhalen en Kate zien te vinden, die door de terrorist is ontvoerd. Later blijkt dat Ari Haswari te zijn.                                      |

## Seizoen 2
Rolverdeling seizoen 2:
- Mark Harmon als Leroy Jethro Gibbs
- Michael Weatherly als Anthony (Tony) DiNozzo
- Sasha Alexander als Caitlin (Kate) Todd
- Sean Murray als Junior Special Agent Timothy (Tim) McGee
- Pauley Perrette als Abigail (Abby) Sciuto
- David McCallum als Donald Mallard (Ducky)
- Gastrollen van onder anderen Alan Dale en Rudolf Martin

| Nr. | Titel aflevering    | Datum eerste uitzending | Datum eerste uitzending | Samenvatting |
| Nr. | Titel aflevering    | VS                      | NL                      | Samenvatting |
| --- | ------------------- | ----------------------- | ----------------------- | --- |
| 1   | See No Evil         | 28 september 2004       | 26 oktober 2006         | Terwijl een marineofficier in zijn eigen kantoor gevangen wordt gehouden, worden zijn vrouw en dochtertje gegijzeld. Via een computer volgen de kidnappers elke stap die de officier zet. Het NCIS-team wordt ingeschakeld om de zaak te onderzoeken.                                                                 |
| 2   | The Good Wives Club | 5 oktober 2004          | 2 november 2006         | Er wordt een gemummificeerd lijk van een vrouw gevonden tussen het afval. Het team ontdekt dat de vrouw een trouwjurk droeg en dat ze al een paar maanden werd vermist. |
| 3   | Vanished            | 12 oktober 2004         | 9 november 2006         | Wanneer er een helikopter van de marine wordt gevonden en de twee piloten vermist zijn, gaat het NCIS-team op onderzoek uit. Ze komen erachter dat er niet twee maar één piloot aan boord was. |
| 4   | Lt. Jane Doe        | 19 oktober 2004         | 16 november 2006        | Twee zeilers vinden het lichaam van een vrouw in marine-uniform. Ducky ontdekt een verband met een zaak van tien jaar geleden en begint zich vreemd te gedragen. Ze vinden een briefje op het levenloze lichaam, dat van een seriemoordenaar afkomstig blijkt te zijn.                                                |
| 5   | The Bone yard       | 26 oktober 2004         | 23 november 2006        | Het team ontdekt de plaats waar de maffia al jaren haar lijken dumpt. Een van de slachtoffers is een undercover-FBI-agent. De FBI arresteert Fornell omdat ze denken dat hij de maffia heeft ingelicht. Gibbs gelooft in de onschuld van Fornell en gaat op zoek naar de echte verrader.                              |
| 6   | Terminal Leave      | 16 november 2004        | 30 november 2006        | Een veteraan die net terug is uit Irak wordt bedreigd en bijna vermoord door terroristen. Het NCIS-team wordt ingeschakeld om hem en zijn familie te beschermen. |
| 7   | Call of Silence     | 23 november 2004        | 3 januari 2007          | Een bejaarde marineveteraan meldt zich op het NCIS-hoofdkantoor en bekend in alle kalmte dat hij zijn beste vriend heeft vermoord tijdens de Tweede Wereldoorlog. Het NCIS-team onderzoekt de zaak met de beperkte aanknopingspunten die na zestig jaar nog te vinden zijn.                                           |
| 8   | Heart Break         | 30 november 2004        | 10 januari 2007         | Een commandant sterft na een succesvolle operatie. Als het NCIS-team in zijn verleden duikt, blijkt dat hij veel vijanden had. Ze komen op het spoor van een luitenant ter zee, maar Abby is niet zo zeker dat hij de dader is.                                                                                       |
| 9   | Forced Entry        | 7 december 2004         | 17 januari 2007         | De vrouw van een marinier schiet een inbreker neer als hij haar probeert te verkrachten. Het team komt erachter dat ze een dubbelleven leidde, als haar man op zee was. Ze had contact met een vreemde man, die een serieverkrachter bleek te zijn.                                                                   |
| 10  | Chained             | 14 december 2004        | 24 januari 2007         | Tony verdwijnt tijdens een undercoveroperatie. Zijn gps-chip, die Abby bij hem heeft aangebracht, werkt echter niet. Het NCIS-team moet hem snel zien te vinden, want Tony is in levensgevaar. |
| 11  | Black Water         | 11 januari 2005         | 31 januari 2007         | Een privédetective vindt in de kofferbak van een auto het lijk van een, al twee jaar, vermiste marine-officier. Hij eist het geldbedrag op dat de familie van de officier destijds als beloning had uitgeloofd. De verdwijning wordt echter een moordzaak als het NCIS-team een kogel in de auto aantreft.            |
| 12  | Doppelgänger        | 18 januari 2005         | 7 februari 2007         | Het team krijgt een rare melding van een telemarketeer, die een stervende hulpofficier aan de telefoon dacht te hebben. Het team komt er al snel achter dat het om een flauwe grap ging. De hulpofficier wordt kort daarna echter toch dood aangetroffen.                                                             |
| 13  | The Meat Puzzle     | 8 februari 2005         | 14 februari 2007        | Ducky begint aan een 'vleespuzzel', als in een vat de lichaamsdelen van drie verschillende personen worden gevonden. Twee van de slachtoffers zijn een sheriff en een aanklager die samen met Ducky aan een verkrachtingszaak hebben gewerkt. Gibbs vreest het ergste en denkt dat Ducky het volgende slachtoffer is. |
| 14  | Witness             | 15 februari 2005        | 21 februari 2007        | Een vrouw beweert getuige te zijn van een moord op een zeeman. Gibbs schuift de zaak door naar Tim, maar deze vindt dat Gibbs het beter zelf kan oplossen. Wanneer er geen extra bewijsmateriaal binnenkomt, vraagt Tim het team hem te helpen.                                                                       |
| 15  | Caught on Tape      | 22 februari 2005        | 28 februari 2007        | Een marinier valt van een rots en zijn camera registreert zijn val. Gibbs komt erachter dat de vrouw van de marinier hem bedroog met zijn beste vriend, waardoor zij de hoofdverdachten in de zaak zijn. |
| 16  | Pop Life            | 1 maart 2005            | 7 maart 2007            | Het team start een onderzoek als officier Manda King dood wordt aangetroffen in het bed van een ober. De verdenking gaat uit naar de eigenaar van de concurrerende club, waar de zus van Manda zingt. |
| 17  | An Eye for an Eye   | 22 maart 2005           | 14 maart 2007           | Het team komt in actie nadat een korporaal twee oogballen bij de post vindt. Tijdens het onderzoek pleegt de korporaal zelfmoord. Dit leidt het team naar een van zijn trainers. Deze is werkzaam voor de CIA in Paraguay.                                                                                            |
| 18  | Bikini Wax          | 29 maart 2005           | 21 maart 2007           | Een korporaal, die net weer was begonnen met haar werk, wordt dood aangetroffen achter de schermen bij een bikiniwedstrijd. Het team vermoedt dat het slachtoffer een stalker had. |
| 19  | Conspiracy Theory   | 12 april 2005           | 28 maart 2007           | Het team onderzoekt een geval van zelfmoord van een vrouw. Waarschijnlijk is dit gebeurd doordat de vrouw overspannen was. Ducky denkt echter dat het moord is geweest. FBI-agent Fornell helpt hen met het onderzoek.                                                                                                |
| 20  | Red Cell            | 26 april 2005           | 4 april 2007            | Een marinier wordt vermoord op een schoolcampus aangetroffen. Het team heeft onmiddellijk een verdachte op het oog. Ze zijn echter snel terug bij af, wanneer deze dood blijkt te zijn. |
| 21  | Hometown Hero       | 3 mei 2005              | 11 april 2007           | Een jonge marinier wordt tijdens een missie in Irak vermoord. Bij het opruimen van zijn bezittingen in zijn Amerikaanse woonplaats, vindt het team het lichaam van een vrouw. |
| 22  | SWAK                | 10 mei 2005             | 18 april 2007           | Tony ontvangt een poederbrief met mogelijk een dodelijk virus. Samen met Kate moet hij naar een biochemische isolatiekamer, terwijl McGee en Gibs op zoek gaan naar de afzender. |
| 23  | Twilight            | 24 mei 2005             | 25 april 2007           | Een groep terroristen zint op wraak en stuurt Ari Haswari eropuit om Gibbs te vermoorden. Wanneer het team van NCIS erachteraan gaat, ontdekken ze dat Ari een ‘plan B’ heeft. |

## Seizoen 3
Rolverdeling seizoen 3:
- Mark Harmon als Leroy Jethro Gibbs
- Michael Weatherly als Anthony (Tony) DiNozzo
- Sean Murray als Timothy (Tim) McGee
- Cote de Pablo als mossad-agente/verbindingsofficier Ziva David
- Pauley Perrette als Abigail (Abby) Sciuto
- David McCallum als Donald Mallard (Ducky)
- Gastrollen van onder anderen Lauren Holly, Alan Dale, Rudolf Martin en Sasha Alexander

| Nr. | Titel aflevering | Datum eerste uitzending | Datum eerste uitzending | Samenvatting |
| Nr. | Titel aflevering | VS                      | NL                      | Samenvatting |
| --- | ---------------- | ----------------------- | ----------------------- | --- |
| 1   | Kill Ari: Part 1 | 20 september 2005       | 2 mei 2007              | Na een terroristische aanslag is het team van NCIS geschokt. Ze proberen om te gaan met de plotselinge dood van Kate. Het team verzamelt alle beschikbare informatie over Ari om hem tegen te kunnen houden, voordat hij nog meer schade aanricht.          |
| 2   | Kill Ari: Part 2 | 27 september 2005       | 9 mei 2007              | Gibbs is nog steeds gestrest door de dood van Kate. Ari ontvoert Ducky. Als Jenny en Gibbs bijna worden doodgeschoten, wil Gibbs een einde aan het leven van Ari maken.                                                                                     |
| 3   | Mind Games       | 4 oktober 2005          | 16 mei 2007             | Gibbs wil een gesprek aangaan met een veroordeelde die op het punt staat geëxecuteerd te worden. Hij probeert er zo achter te komen waar deze zijn slachtoffers heeft verborgen.                                                                            |
| 4   | Silver War       | 11 oktober 2005         | 23 mei 2007             | Wanneer het lichaam van een man wordt gevonden in een graf uit de Burgeroorlog, ontdekt het NCIS-team dat de man levend is begraven. Tijdens het onderzoek spoort Abby het laatste telefoongesprek dat het slachtoffer heeft gehouden op.                   |
| 5   | Switch           | 18 oktober 2005         | 30 mei 2007             | Het onderzoeksteam gaat op onderzoek uit, wanneer een onderofficier op straat wordt doodgeschoten. Het feit dat het slachtoffer een dubbelleven leidde, brengt hen sneller naar de mogelijke oplossing van de misdaad.                                      |
| 6   | The Voyeur's Web | 25 oktober 2005         | 4 juni 2007             | Het NCIS-team onderzoekt een vreemde zaak. De vrouw van een marinier is vermoord en dit was live te zien op het internet. Het blijkt dat twee huisvrouwen een sekssite runden. Beiden zijn nu vermist en er wordt een zoektocht ingesteld.                  |
| 7   | Honor Code       | 1 november 2005         | 11 juni 2007            | Wanneer de NCIS van een zesjarige jongen hoort dat zijn vader is ontvoerd, komt ze erachter dat deze man aan het geheime project ‘Honor’ werkte. Hij was de enige die de toegangscode bezit van het project, maar het team ontdekt dat de code is gekraakt. |
| 8   | Under Covers     | 8 november 2005         | 18 juni 2007            | Als de lichamen van twee huurmoordenaars bij het team terechtkomen, gaan Ziva en Tony undercover om de zaak te onderzoeken. |
| 9   | Frame Up         | 22 november 2005        | 25 juni 2007            | Tony wordt van moord beschuldigd en het team moet zijn onschuld zien te bewijzen. |
| 10  | Probie           | 29 november 2005        | 2 juli 2007             | McGee doodt tijdens een opdracht een undercover-politieagent. |
| 11  | Model Behaviour  | 13 december 2005        | 9 juli 2007             | Tijdens een fotoshoot op een marinebasis komt een fotomodel om het leven. Het team moet uit zien te vinden wie haar heeft vermoord. |
| 12  | Boxed In         | 10 januari 2006         | 16 juli 2007            | Tony en Ziva verdwijnen als ze op een scheepswerf onderzoek doen naar gesmokkelde wapens. Abby probeert de twee op te sporen aan de hand van hun gps-chips.                                                                                                 |
| 13  | Deception        | 17 januari 2006         | 23 juli 2007            | Het team onderzoekt de verdwijning van een persoon die de leiding heeft over een vracht van nucleaire wapens. |
| 14  | Light Sleeper    | 31 januari 2006         | 30 juli 2007            | Het team onderzoekt de moorden op twee vrouwen van mariniers. |
| 15  | Head Case        | 7 februari 2006         | 6 augustus 2007         | Het team ontdekt het hoofd van een marinier in een auto en gaat op zoek naar de rest van het lichaam. |
| 16  | Family Secret    | 28 februari 2006        | 13 augustus 2007        | De hulp van het NCIS-team wordt ingeroepen als een ambulance met daarin het lichaam van een marinier tot ontploffing wordt gebracht. |
| 17  | Ravenous         | 7 maart 2006            | 20 augustus 2007        | Het team vermoedt dat er een seriemoordenaar actief is in de lokale bossen die het voornamelijk voorzien heeft op vrouwen. |
| 18  | Bait             | 14 maart 2006           | 27 augustus 2007        | Het team moet zien te voorkomen dat een student een bom op zijn lichaam tot ontploffing brengt in een school. |
| 19  | Iced             | 4 april 2006            | 3 september 2007        | De hulp van het team wordt ingeroepen als een stel kinderen het lichaam van een vermiste marinier in een bevroren meer vindt. |
| 20  | Untouchable      | 18 april 2006           | 10 september 2007       | Het team onderzoekt een lek in het Pentagon. |
| 21  | Bloodbath        | 25 april 2006           | 17 september 2007       | Abby wordt gevolgd en bijna vermoord door een getuige in een moordzaak. |
| 22  | Jeopardy         | 2 mei 2006              | 24 september 2007       | Het team moet Ziva zien te beschermen als een in hechtenis zittende verdachte komt te overlijden. Intussen is Jenny ontvoerd door een drugsdealer. |
| 23  | Hiatus: Part 1   | 9 mei 2006              | 1 oktober 2007          | Gibbs raakt ernstig gewond tijdens een explosie. In het ziekenhuis komt zijn pijnlijke verleden weer boven drijven. |
| 24  | Hiatus: Part 2   | 16 mei 2006             | 8 oktober 2007          | Gibbs herstelt nog steeds van de explosie en krijgt te maken met geheugenverlies. |

## Seizoen 4
Rolverdeling seizoen 4:
- Mark Harmon als Leroy Jethro Gibbs
- Michael Weatherly als Anthony (Tony) Dinozzo
- Cote de Pablo als Ziva David
- Sean Murray als Timothy (Tim) McGee
- Pauley Perrette als Abigail (Abby) Sciuto
- David McCallum als Donald Mallard (Ducky)
- Lauren Holly als director Jennifer (Jenny) Shepard

| Nr. | Titel aflevering  | Datum eerste uitzending | Datum eerste uitzending | Samenvatting |
| Nr. | Titel aflevering  | VS                      | NL                      | Samenvatting |
| --- | ----------------- | ----------------------- | ----------------------- | --- |
| 1   | Shalom            | 19 september 2006       | 15 oktober 2007         | Gibbs is met pensioen in Mexico en het team moet het zonder hem stellen, maar als Ziva door de FBI wordt aangewezen als hoofdverdachte van een poging tot moord, komt Gibbs terug om haar te helpen.                                                           |
| 2   | Escaped           | 26 september 2006       | 22 oktober 2007         | Nadat een ontsnapte gevangene het leven van FBI-agent Fornell heeft bedreigd, komt Gibbs wederom terug uit Mexico om de gewapende overvalzaak van de gevangene te heropenen.                                                                                   |
| 3   | Singled Out       | 3 oktober 2006          | 29 oktober 2007         | Nadat de bebloede, verlaten auto van een marineluitenant is gevonden, gaat het team naar een vrijgezellenbijeenkomst in de hoop dat een van de mannelijke aanwezigen hen naar de vermiste luitenant zal leiden.                                                |
| 4   | Faking It         | 10 oktober 2006         | 5 november 2007         | Een onderofficier die undercover werkte in een onderzoek naar wapens wordt dood aangetroffen. |
| 5   | Dead and Unburied | 17 oktober 2006         | 12 november 2007        | In een leegstaand huis wordt het vermiste lichaam aangetroffen van een marinier die was opgeroepen voor Irak, maar nooit was komen opdagen. Het team ontdekt dat het lichaam eerst was begraven en daarna weer was opgegraven.                                 |
| 6   | Witch hunt        | 24 oktober 2006         | 19 november 2007        | In de nacht van Halloween wordt een marinier in zijn eigen huis overvallen en wordt zijn dochter ontvoerd. |
| 7   | Sandblast         | 31 oktober 2006         | 26 november 2007        | Bij een explosie op de militaire golfbaan vindt een marinierskolonel de dood en moet het team samenwerken met de Criminal Investigative Unit van het leger om de moordenaar te vinden.                                                                         |
| 8   | Once a Hero       | 14 november 2006        | 3 december 2007         | Een onderscheiden ex-marinier vindt onder verdachte omstandigheden de dood in een hotel in Washington D.C. Het team moet de naam de van de veteraan zuiveren.                                                                                                  |
| 9   | Twisted Sister    | 21 november 2006        | 10 december 2007        | McGee neemt het heft in handen als zijn zus Sarah bebloed en verward op zijn stoep staat. Intussen onderzoekt het team een moord, die misschien te maken heeft met Sarah.                                                                                      |
| 10  | Smoked            | 28 november 2006        | 17 december 2007        | De resten van een seriemoordenaar worden gevonden en het team onderzoekt de zaak. Wanneer ze de seriemoordenaar identificeren, wil de FBI de zaak van hen overnemen.                                                                                           |
| 11  | Driven            | 12 december 2006        | 24 december 2007        | Een strikt geheim robotapparaat wordt gesaboteerd en vermoordt een marineluitenant die aan een belangrijk project meewerkte van het Ministerie van Defensie.                                                                                                   |
| 12  | Suspicion         | 16 januari 2007         | 2 januari 2008          | Een hooggeplaatst agent bij de marine wordt vermoord in de motelkamer van een klein stad. Het team haast zich ter plekke, maar de plaats van het misdrijf is al betreden en de autopsie is al dagen eerder uitgevoerd door de lokale overheidsdienaars.        |
| 13  | Sharif Returns    | 23 januari 2007         | 7 januari 2008          | Gibbs en het team steken de koppen bij elkaar om 10 kilo zeer giftige chemische wapens te vinden, maar ontdekken dat de wapens in het bezit zijn van de gezochte terrorist Mamoun Sharif.                                                                      |
| 14  | Blowback          | 6 februari 2007         | 14 januari 2008         | Het team komt op het spoor van een man die het wapenprogramma ARES verkoopt. Jenny blijkt een persoonlijke vete te hebben met de hoogste bieder, de wapenhandelaar La Grenouille, en wil proberen om La Grenouille te arresteren.                              |
| 15  | Friends & Lovers  | 13 februari 2007        | 21 januari 2008         | Het team denkt dat de schipper die in een verlaten gebouw is aangetroffen het slachtoffer is van een overdosis drugs totdat een veelzeggende in bloed geschreven boodschap wordt ontdekt.                                                                      |
| 16  | Dead Man Walking  | 20 februari 2007        | 28 januari 2008         | Een marineluitenant is vergiftigd door ioniserende straling en vraagt het team om hem te helpen bij het oplossen van zijn eigen moord. Ziva meent de man ergens van te kennen, maar weet niet waarvan.                                                         |
| 17  | Skeletons         | 27 februari 2007        | 4 februari 2008         | Bij een explosie in een militair mausoleum komen de overblijfselen van een aantal overledenen naar boven en het team gaat op zoek naar mogelijke seriemoordenaars.                                                                                             |
| 18  | Iceman            | 20 maart 2007           | 11 februari 2008        | Een man die dood was ingevroren komt vlak voor de autopsie door Ducky plotseling tot leven. Als het team probeert uit te vinden wie de man voor dood heeft achtergelaten, ontdekken ze een link met Gibbs' verleden.                                           |
| 19  | Grace Period      | 3 april 2007            | 18 februari 2008        | Twee agenten van Paula Cassidy's team komen om als ze in de val worden gelokt. Gibbs' team is geschokt, want eigenlijk zouden zij de weekenddienst draaien. |
| 20  | Cover Story       | 10 april 2007           | 25 februari 2008        | Er wordt bloed gevonden in het huis van een onderofficier. Wanneer er twee lichamen worden gevonden, ontdekt McGee dat de moordenaar stukken uit zijn nog niet voltooide boek gebruikt.                                                                        |
| 21  | Brothers in Arms  | 24 april 2007           | 3 maart 2008            | Wanneer Jenny een ontmoeting onder vier ogen met een informant heeft, wordt de informant vermoord. Jenny denkt dat La Grenouille erachter zit en wil deze tweede kans aangrijpen om La Grenouille te arresteren.                                               |
| 22  | In the Dark       | 1 mei 2007              | 10 maart 2008           | Het team gebruikt een foto die door een blinde fotograaf is genomen om een misdaad te onderzoeken. Ondertussen hebben zowel Tony als Gibbs relatieproblemen en probeert Abby te stoppen met cafeïne.                                                           |
| 23  | Trojan Horse      | 8 mei 2007              | 17 maart 2008           | Directeur Shepard is in Parijs en Gibbs neemt haar rol over. Maar als een man wordt vermoord in een taxi die op weg was naar het hoofdkwartier van NCIS, heeft Gibbs geen tijd meer voor zijn nieuwe functie. Intussen heeft Jenny een gesprek met Trent Kort. |
| 24  | Angel of Death    | 22 mei 2007             | 24 maart 2008           | De leden van het team moeten een leugendetectortest doen. Gibbs ontdekt dat ze achter Jenny aanzitten, en ontdekt dat La Grenouille misschien de orders voor de test heeft gegeven. Intussen houdt een drugsdealer Tony en zijn vriendin Jeanne gegijzeld.     |

## Seizoen 5
Rolverdeling seizoen 5:
- Mark Harmon als Leroy Jethro Gibbs
- Michael Weatherly als Anthony (Tony) DiNozzo
- Cote de Pablo als Ziva David
- Sean Murray als Timothy (Tim) McGee
- Pauley Perrette als Abigail (Abby) Sciuto
- David McCallum als Donald Mallard (Ducky)
- Lauren Holly als Jennifer (Jenny) Shepard

| Nr. | Titel aflevering      | Datum eerste uitzending | Datum eerste uitzending | Samenvatting |
| Nr. | Titel aflevering      | VS                      | NL                      | Samenvatting |
| --- | --------------------- | ----------------------- | ----------------------- | --- |
| 1   | Bury Your Dead (2)    | 25 september 2007       | 7 april 2008            | Vervolg op Angel of Death (laatste aflevering van het vorige seizoen). Het team komt steeds dichter bij La Grenouille, maar intussen is Tony bang dat zijn echte identiteit door La Grenouille ontdekt wordt. Een laatste, explosieve en dodelijke confrontatie is onvermijdelijk. |
| 2   | Family                | 2 oktober 2007          | 14 april 2008           | Tijdens een autopsie ontdekt Ducky sporen van een vermist kind. |
| 3   | Ex-File               | 9 oktober 2007          | 21 april 2008           | Het team doet onderzoek naar de moord op een marinekapitein die toegang had tot geheime informatie. De zaak wordt echter ingewikkelder wanneer de ex-vrouw van Gibbs een getuige blijkt te zijn.                                                                                   |
| 4   | Identity Crisis       | 16 oktober 2007         | 28 april 2008           | Ducky ontdekt dat een ongeïdentificeerd lichaam, waar al eerder een autopsie op was gedaan, van iemand is die vermoord is. Het team kan misschien een gevaarlijke schurk ontmaskeren en arresteren.                                                                                |
| 5   | Leap of Faith         | 23 oktober 2007         | 5 mei 2008              | Het team wordt ingeschakeld wanneer een marine-officier dreigt te springen van een dak. Wanneer Gibbs de officier ervan heeft overtuigd om niet te springen, wordt er op de officier geschoten.                                                                                    |
| 6   | Chimera               | 30 oktober 2007         | 12 mei 2008             | Er komt een melding binnen dat er een mysterieus sterfgeval op een topgeheim schip is. Wanneer het team op het schip aankomt, blijkt het verlaten te zijn. Het geheim dat het schip met zich meedraagt kan ook voor het team gevaarlijk zijn.                                      |
| 7   | Requiem               | 6 november 2007         | 21 mei 2008             | Gibbs besluit de jeugdvriendin van zijn overleden dochter te helpen. Het wordt een emotionele en bloedstollende reis naar Gibbs verleden. |
| 8   | Designated Target     | 13 november 2007        | 28 mei 2008             | Het team onderzoekt de moord op een marine admiraal. De zaak wordt schokkender wanneer zij te maken krijgen met een vrouw die haar man zoekt, een vluchteling uit Afrika. |
| 9   | Lost & Found          | 20 november 2007        | 4 juni 2008             | Het team waakt over een 9-jarige jongen wiens vader een gezochte man is. Hun zoektocht naar de vader leidt ze in de woestijn waar ze de waarheid ontdekken over het verleden van de man.                                                                                           |
| 10  | Corporal Punishment   | 27 november 2007        | 11 juni 2008            | Het team moet een marinier vinden die denkt dat hij nog steeds in Irak is. Na een gewelddadige ontmoeting, ontdekt het team dat de man deel uitmaakt van een topgeheim experiment.                                                                                                 |
| 11  | Tribes                | 15 januari 2008         | 18 juni 2008            | Een moslim marinier wordt vermoord. Het onderzoek loopt vertraging op wanneer Ducky uit respect voor het geloof van de marinier weigert een autopsie te doen. |
| 12  | Stakeout              | 8 april 2008            | 27 januari 2009         | Wanneer het team gaat posten om een radar in de gaten te houden, zijn ze getuige van moord. Ducky blijkt een geheim te hebben voor de anderen, ook al is dit niks voor hem. |
| 13  | Dog Tags              | 15 april 2008           | 3 februari 2009         | Wanneer het team onderzoek doet naar een hond die mogelijk zijn baas heeft verscheurd, riskeert Abby haar baan om te bewijzen dat de hond onschuldig is. Gibbs komt dichter bij het geheim dat Jenny verborgen houdt.                                                              |
| 14  | Internal Affairs      | 22 april 2008           | 10 februari 2009        | Het lichaam van La Grenouille komt eindelijk boven water en het team wordt onderzocht door de FBI, waarbij Jenny als hoofdverdachte in beeld komt. |
| 15  | In the zone           | 29 april 2008           | 17 februari 2009        | Na een aanslag in Bagdad die dodelijk eindigde, gaan twee leden van het team naar Irak om onderzoek te doen. |
| 16  | Recoil                | 6 mei 2008              | 24 februari 2009        | Wanneer Ziva undercover is om een seriemoordenaar te ontmaskeren, komt de seriemoordenaar erachter dat Ziva voor NCIS werkt en wil hij haar vermoorden. |
| 17  | About face            | 13 mei 2008             | 1 maart 2009            | Palmer komt in levensgevaar wanneer hij het doelwit wordt van een onbekende moordenaar. Palmer is echter de enige die de moordenaar kan herkennen. |
| 18  | Judgement Day: Part 1 | 20 mei 2008             | 10 maart 2009           | Een oud-teamlid van NCIS wordt dood gevonden. Jenny ontdekt op de begrafenis dat het moord is geweest en heel het team komt in gevaar. |
| 19  | Judgement Day: Part 2 | 20 mei 2008             | 17 maart 2009           | Gibbs komt in gevaar wanneer hij het volgende doelwit lijkt van een moordenaar. De emoties lopen hoog op tijdens het onderzoek naar de dood van Jenny. |

## Seizoen 6
Rolverdeling seizoen 6:
- Mark Harmon als Leroy Jethro Gibbs
- Michael Weatherly als Anthony (Tony) DiNozzo
- Cote de Pablo als Ziva David
- Sean Murray als Timothy (Tim) McGee
- Pauley Perrette als Abigail (Abby) Sciuto
- David McCallum als Donald Mallard (Ducky)
- Rocky Carroll als (assistant) director Leon Vance

| Nr. | Titel aflevering   | Datum eerste uitzending | Datum eerste uitzending | Samenvatting |
| Nr. | Titel aflevering   | VS                      | NL                      | Samenvatting |
| --- | ------------------ | ----------------------- | ----------------------- | --- |
| 1   | Last man standing  | 23 september 2008       | 24 maart 2009           | Gibbs komt erachter dat het uit elkaar halen van zijn team door directeur Vance een reden heeft. Een van zijn nieuwe teamleden is namelijk de dader van een moord op een onderofficier. |
| 2   | Agent Afloat       | 30 september 2008       | 31 maart 2009           | De zelfmoord van een marineluitenant heeft mogelijk te maken met een veel dodelijker plan. |
| 3   | Capitol offense    | 7 oktober 2008          | 7 april 2009            | De moord op een vrouwelijke luitenant leidt in de richting van politiek Washington. |
| 4   | Heartland          | 14 oktober 2008         | 14 april 2009           | Geheimen uit het verleden van Gibbs worden onthuld wanneer ze naar zijn geboorteplaats afreizen om een moord te onderzoeken. |
| 5   | Nine Lives         | 21 oktober 2008         | 21 april 2009           | Tijdens de jacht op de moordenaar van twee mariniers, wordt het team tegengewerkt door FBI-agent Fornell. |
| 6   | Murder 2.0         | 28 oktober 2008         | 28 april 2009           | Tijdens Halloween wordt het team ingezet op moordzaak. De psychotische moordenaar laat op het internet aanwijzingen achter over zijn volgende slachtoffer. |
| 7   | Collateral Damage  | 11 november 2008        | 5 mei 2009              | Tijdens het onderzoek naar een bankoverval introduceert Vance een nieuwe onervaren assistent. Gibbs heeft vervolgens zijn handen vol aan zowel de zaak als zijn nieuwe medewerker. |
| 8   | Cloak (1)          | 18 november 2008        | 12 mei 2009             | Het team krijgt te maken met een oorlogsspel. Hierbij komt een schokkend geheim boven water en zijn de gevolgen voor een van de teamleden behoorlijk serieus. |
| 9   | Dagger (2)         | 25 november 2008        | 19 mei 2009             | Na een verrassende onthulling moet het team zien te voorkomen dat staatsgeheimen in de verkeerde handen vallen. Hiervoor maken ze gebruik van bronnen die op hun beurt ook de nodige vraagtekens oproepen. |
| 10  | Road Kill          | 2 december 2008         | 26 mei 2009             | Het team onderzoekt de dood van een hulpofficier, die tijdens een auto-ongeluk om het leven is gekomen. Ze ontdekken dat hij er een gewelddadig geheim leven op nahield, als illegale straatvechter. |
| 11  | Silent Night       | 16 december 2008        | 15 december 2009        | In de week van Kerstmis draait het NCIS-team overuren tijdens de zoektocht naar een hoofdverdachte. Hij zou namelijk al zeventien jaar dood zijn, maar lijkt plots uit de dood herrezen. |
| 12  | Caged              | 6 januari 2009          | 2 juni 2009             | Het team krijgt te maken met de moord op een gevangenisbewaarder. Dit leidt tot een opstand in de gevangenis en McGee wordt vastgehouden door de gevangenen. |
| 13  | Broken Bird        | 13 januari 2009         | 1 september 2009        | Een zeeman wordt vermoord aangetroffen en Ducky onderzoekt de plaats delict. Plotseling wordt hij aangevallen door een gestoorde vrouw met een mes die hem in zijn hand snijdt. De vrouw beweert dat Ducky haar broer heeft gemarteld en vermoord tijdens de oorlog in Afghanistan, begin jaren ‘80. Uit woede probeert ze wraak op hem te nemen. |
| 14  | Love & War         | 27 januari 2009         | 8 september 2009        | Het team onderzoekt een bizarre moord op een kapitein van de marine. Als ze verder graven stuiten ze op zijn verdachte privéleven dat mogelijk de reden is van zijn dood |
| 15  | Deliverance        | 10 februari 2009        | 15 september 2009       | Het onderzoek naar de dood van een marinier leidt het team naar een stadsbende. Op het plaatsdelict wordt Gibbs opnieuw geconfronteerd met zijn verleden als hij daar een boodschap aantreft. |
| 16  | Bounce             | 17 februari 2009        | 22 september 2009       | Een van Tony's oude zaken wordt heropend. Ze onderzoeken de zaak opnieuw, wat uitloopt op een tijdelijke functiewisseling tussen Tony en Gibbs. |
| 17  | South by Southwest | 24 februari 2009        | 29 september 2009       | Een collega-agent wordt op mysterieuze wijze om het leven gebracht. Het team moet de woestijn in om een vrouw te vinden die mogelijk weet wie de dader is van deze moord. |
| 18  | Knockout           | 17 maart 2009           | 6 oktober 2009          | Een bokser vindt de dood en Vance doet een beroep op het NCIS-team om de zaak te onderzoeken. Gibbs duikt in het verleden van de bokser op zoek naar aanwijzingen. |
| 19  | Hide and Seek      | 24 maart 2009           | 13 oktober 2009         | Een kind vindt een wapen waarmee iemand is vermoord. Zijn hele familie wordt onderzocht, omdat het NCIS-team moet achterhalen wie als laatste het wapen heeft gebruikt en wie ermee vermoord is. |
| 20  | Dead Reckoning     | 31 maart 2009           | 20 oktober 2009         | Gibbs moet zijn persoonlijke gevoelens aan de kant zetten als hij moet samenwerken met Trent Kort. Trent is weer terug bij NCIS om een gevaarlijke crimineel op te sporen. |
| 21  | Toxic              | 7 april 2009            | 27 oktober 2009         | Abby gaat aan de slag voor een zeer geheime missie van de overheid, omdat hun wetenschapper vermist is. Ze komt er echter snel achter dat niet alles is zoals het lijkt, wat de rest van het team bezorgd maakt over Abby's veiligheid. |
| 22  | Legend: Part 1     | 28 april 2009           | 3 november 2009         | Het team reist af naar Los Angeles om met de collega's aldaar samen te werken aan een moordzaak. De zaak blijkt echter meer dan alleen een moord te omvatten. Tony duikt stiekem in Ziva's privéleven. |
| 23  | Legend: Part 2     | 5 mei 2009              | 10 november 2009        | In Los Angeles werken Gibbs and McGee nog steeds samen met de lokale NCIS-divisie om een terroristische beweging op te sporen. Agent Callen gaat undercover, terwijl psycholoog Nate de waarheid achterhaalt over de relatie tussen Gibbs en agent Macy.                                                                                          |
| 24  | Semper Fidelis     | 12 mei 2009             | 17 november 2009        | Een ICE-agent wordt vermoord en het NCIS-team moet noodgedwongen samenwerken met de FBI en de ICE om de zaak op te lossen. Tony komt oog in oog te staan met Rivkin. |
| 25  | Aliyah             | 19 mei 2009             | 24 november 2009        | Na Tony's confrontatie met Rivkin vliegt het team naar Israël. Ze worden echter niet hartelijk ontvangen door Ziva's vader, de leider van Mossad. Als de situatie nog gecompliceerder wordt, komt Gibbs voor een lastige keuze te staan. |

## Seizoen 7
Rolverdeling seizoen 7:
- Mark Harmon als Leroy Jethro Gibbs
- Michael Weatherly als Anthony (Tony) DiNozzo
- Cote de Pablo als Ziva David
- Sean Murray als Timothy (Tim) McGee
- Pauley Perrette als Abigail (Abby) Sciuto
- David McCallum als Donald Mallard (Ducky)
- Rocky Carroll als Leon Vance

| Nr. | Titel aflevering      | Datum eerste uitzending | Datum eerste uitzending | Datum eerste uitzending | Samenvatting |
| Nr. | Titel aflevering      | VS                      | NL                      | VL                      | Samenvatting |
| --- | --------------------- | ----------------------- | ----------------------- | ----------------------- | --- |
| 1   | Truth or Consequences | 22 september 2009       | 2 maart 2010            | 31 januari 2010         | Een verrassende waarheid komt naar boven nadat Gibbs aan DiNozzo en McGee de taak geeft om een vervang(st)er voor Ziva te zoeken. |
| 2   | Reunion               | 29 september 2009       | 9 maart 2010            | 7 februari 2010         | Het team ontdekt dat de bizarre dood van een marinier en zijn twee vrienden mogelijk gelinkt is aan hun verleden. Het is echter Gibbs die geconfronteerd wordt met gebeurtenissen uit zijn eigen verleden.                                                        |
| 3   | The Inside Man        | 6 oktober 2009          | 16 maart 2010           | 14 februari 2010        | Een blogger die het NCIS-team beschuldigde een zaak in de doofpot te hebben gestopt, wordt dood aangetroffen. Hij is vermoord en om de dader te vinden moet het team de gesloten zaak heropenen.                                                                  |
| 4   | Good Cop, Bad Cop     | 13 oktober 2009         | 23 maart 2010           | 21 februari 2010        | Aan de andere kant van de wereld wordt het dode lichaam van een marinier gevonden. Het team wordt op de zaak gezet en Ziva moet noodgedwongen een afgesloten hoofdstuk uit haar leven heropenen.                                                                  |
| 5   | Code of Conduct       | 20 oktober 2009         | 30 maart 2010           | 28 februari 2010        | Een marinier die bekendstond om zijn flauwe grappen, wordt vermoord tijdens Halloween. Het team onderzoekt de zaak en ontdekt dat de grappen van het slachtoffer mogelijk geleid hebben tot een dodelijke wraakactie. Ziva krijgt een nieuwe rol binnen het team. |
| 6   | Outlaws and In-Laws   | 3 november 2009         | 6 april 2010            | 7 maart 2010            | Een van Gibbs' boten wordt teruggevonden met twee vermoorde soldaten aan boord. Om een mogelijke internationale confrontatie te voorkomen, moet Gibbs noodgedwongen de betrokkenheid van zijn mentor Mike Franks onderzoeken.                                     |
| 7   | Endgame               | 10 november 2009        | 13 april 2010           | 14 maart 2010           | Het team moet snel reageren als een Noord-Koreaanse moordenaar uit Vance zijn verleden opnieuw opduikt om te gaan moorden in Washington D.C. |
| 8   | Power Down            | 17 november 2009        | 20 april 2010           | 21 maart 2010           | Het team moet inventief te werk gaan wanneer een poging tot diefstal leidt tot de dood van een luitenant en de hele stad donker wordt door een stroomstoring. McGee en Ziva komen hierdoor vast te zitten in een lift.                                            |
| 9   | Child's Play          | 24 november 2009        | 27 april 2010           | 28 maart 2010           | Een vermoorde marinier bleek werkzaam te zijn in een brainstormgroep van de regering. Dit leidt Gibbs en het team naar een twaalfjarig wonderkind, dat mogelijk het volgende doelwit is van de moordenaar.                                                        |
| 10  | Faith                 | 15 december 2009        | 4 mei 2010              | 4 april 2010            | De zoon van een voormalig kolonel die priester is geworden, wordt dood aangetroffen. Het team denkt dat het om een haatmoord gaat. Gibbs krijgt vakantiebezoek van zijn vader.                                                                                    |
| 11  | Ignition              | 5 januari 2010          | 11 mei 2010             | 11 april 2010           | Als een marinepiloot op een vreemde manier dood wordt aangetroffen, krijgt het team te maken met een eigenaardige advocaat. Zij is rechtdoorzee, maar houdt er ook een dubbele agenda op na.                                                                      |
| 12  | Flesh and Blood       | 12 januari 2010         | 18 mei 2010             | 18 april 2010           | Gibbs maakt zich zorgen om Tony's werkzaamheden als blijkt dat Tony's vader betrokken is bij hun huidige zaak: een mislukte moordaanslag op een buitenlandse prins.                                                                                               |
| 13  | Jet lag               | 26 januari 2010         | 5 oktober 2010          | 25 april 2010           | Op de terugvlucht vanuit Parijs realiseren Tony en Ziva zich dat hun opdracht om een overheidsgetuige te beschermen in een duistere zaak in groot gevaar is. In het vliegtuig blijkt namelijk ook een moordenaar te zitten.                                       |
| 14  | Masquerade            | 2 februari 2010         | 5 oktober 2010          | 2 mei 2010              | Het team bevindt zich in een race tegen de klok. Een terroristische groepering wil een bom laten ontploffen en het team moet ze daarvan weerhouden. |
| 15  | Jack Knife            | 9 februari 2010         | 19 oktober 2010         | 9 mei 2010              | Wanneer een van de chauffeurs van een schimmig vervoersbedrijf dood aangetroffen wordt, moet het team samenwerken met de FBI. |
| 16  | Mother's Day          | 2 maart 2010            | 26 oktober 2010         | 16 mei 2010             | Gibbs is gedwongen om zijn pijnlijke verleden naar boven te halen als zijn ex-schoonmoeder getuige blijkt te zijn in een moordonderzoek. |
| 17  | Double Identity       | 9 maart 2010            | 2 november 2010         | 23 mei 2010             | Het team stuit op een verrassende ontdekking als ze onderzoek doen naar een schietpartij van een marinier. |
| 18  | Jurisdiction          | 16 maart 2010           | 9 november 2010         | 30 mei 2010             | Het team wordt gedwongen samen te werken met Coast Guard Investigative Service (CGIS). Ze moeten een moord op een marinier oplossen. |
| 19  | Guilty Pleasure       | 6 april 2010            | 16 november 2010        | 6 juni 2010             | Het team vindt een link tussen de dood van een marinier en een callgirl. Ze roepen de hulp in van Holly Snow om de dader te vinden. |
| 20  | Moonlighting          | 27 april 2010           | 23 november 2010        | 9 september 2010        | Wanneer er een moord wordt gepleegd tijdens de nachtdienst van een NCIS-lid moet het team uitzoeken wat er werkelijk gebeurd is. |
| 21  | Obsession             | 4 mei 2010              | 30 november 2010        | 16 september 2010       | DiNozzo raakt geobsedeerd als hij een vrouw vindt wier broer is vermoord, terwijl het team zoekt naar de moordenaar van de man. |
| 22  | Borderland            | 11 mei 2010             | 7 december 2010         | 23 september 2010       | Door de moord op een marinier komt het team op het spoor van een seriemoordenaar. Intussen gaan Abby en McGee naar het zuiden van de grens voor een speech. |
| 23  | Patriot Down          | 18 mei 2010             | 14 december 2010        | 30 september 2010       | Het team doet een verrassende ontdekking terwijl ze de schokkende moord op een collega onderzoeken. |
| 24  | Rule Fifty-one        | 25 mei 2010             | 21 december 2010        | 7 oktober 2010          | Gibbs wordt weer eens geconfronteerd met zijn verleden als hij naar Mexico gaat. Hij wordt daar gedwongen om een belangrijke beslissing te nemen met grote gevolgen.                                                                                              |

## Seizoen 8
Rolverdeling seizoen 8:
- Mark Harmon als Leroy Jethro Gibbs
- Michael Weatherly als Anthony (Tony) DiNozzo
- Cote de Pablo als Ziva David
- Sean Murray als Timothy (Tim) McGee
- Pauley Perrette als Abigail (Abby) Sciuto
- David McCallum als Donald Mallard (Ducky)
- Rocky Carroll als Leon Vance

| Nr. | Titel aflevering       | Datum eerste uitzending | Datum eerste uitzending | Datum eerste uitzending | Samenvatting |
| Nr. | Titel aflevering       | VS                      | NL                      | VL                      | Samenvatting |
| --- | ---------------------- | ----------------------- | ----------------------- | ----------------------- | --- |
| 1   | Spider and the fly     | 21 september 2010       | 4 januari 2011          | 14 oktober 2010         | De leden van het team worden het doelwit van Paloma Reynosa wanneer zij wraak wil nemen op Gibbs door zijn vader proberen te vermoorden. |
| 2   | Worst nightmare        | 28 september 2010       | 11 januari 2011         | 21 oktober 2010         | Het team moet een jong meisje vinden dat ontvoerd is, maar hun onderzoek verandert als haar opa er te veel bij betrokken raakt. |
| 3   | Short Fuse             | 5 oktober 2010          | 18 januari 2011         | 28 oktober 2010         | Het team moet samenwerken met de FBI als ze erachter komen dat een vrouwelijke bomexpert betrokken is bij een moord. |
| 4   | Royals and Loyals      | 12 oktober 2010         | 25 januari 2011         | 4 november 2010         | Het team probeert een internationaal incident te voorkomen wanneer een Amerikaanse marinier wordt vermoord op een Brits schip. |
| 5   | Dead Air               | 19 oktober 2010         | 1 februari 2011         | 11 november 2010        | Het team onderzoekt de dood van een radio-dj en een marineofficier, die beiden vermoord werden tijdens een live radio-uitzending. Het werk wordt echter bemoeilijkt door de ontdekking van verschillende verdachten.                                                                                |
| 6   | Cracked                | 26 oktober 2010         | 8 februari 2011         | 18 november 2010        | Abby raakt té gefixeerd bij het oplossen van de moord op een marinewetenschapper en de rest van het team maakt zich zorgen om haar. Tony’s nieuwe liefde brengt problemen met zich mee. |
| 7   | Broken Arrow           | 9 november 2010         | 15 februari 2011        | 25 november 2010        | Het team is verrast wanneer Gibbs aan Tony’s vader vraagt om mee te helpen aan een moordonderzoek. |
| 8   | Enemies Foreign (1)    | 16 november 2010        | 22 februari 2011        | 3 maart 2011            | Het team moet Ziva’s vader beschermen als hij aanwezig is op een conferentie, waardoor Ziva met haar verleden wordt geconfronteerd als er zich een paar verrassingen voordoen. |
| 9   | Enemies Domestic (2)   | 23 november 2010        | 1 maart 2011            | 10 maart 2011           | Na een hinderlaag verandert de manier van onderzoek en moet het team razendsnel antwoorden vinden. Eén teamlid blikt terug op hun allereerste NCIS-opdracht. |
| 10  | False Witness          | 14 december 2010        | 8 maart 2011            | 17 maart 2011           | Wanneer een onderofficier van de marine plotseling vermist wordt terwijl hij moest getuigen in een moordproces, krijgt het team hulp van de adjunct-officier van justitie om de ontbrekende getuige te vinden.                                                                                      |
| 11  | Ships in the Night     | 11 januari 2011         | 15 maart 2011           | 24 maart 2011           | Het team werkt samen met de kustwacht als ze de moord op een marinier tijdens een dinercruise moeten onderzoeken. |
| 12  | Recruited              | 18 januari 2011         | 22 maart 2011           | 31 maart 2011           | Een onderofficier wordt vermoord op een school. Het team moet de moord oplossen en wordt daarbij vergezeld door de voorganger van Ducky. |
| 13  | Freedom                | 1 februari 2011         | 5 april 2011            | 7 april 2011            | Het team onderzoekt de moord op een marinier die vermoord is in zijn eigen achtertuin |
| 14  | A Man Walks Into A Bar | 8 februari 2011         | 12 april 2011           | 21 april 2011           | Wanneer een marinecommandant doodgeschoten op een marineschip wordt aangetroffen, start het team een onderzoek. Het team wordt ook gescreend door dr. Rachel Cranston, voor een psychologisch onderzoek. Oude gebeurtenissen, zoals de dood van Special Agent Caitlin Todd, worden weer opgerakeld. |
| 15  | Defiance               | 15 februari 2011        | 19 april 2011           | 28 april 2011           | Wanneer een marinier sterft om een moordaanslag op een premier te voorkomen, wordt het team op de zaak gezet om de dochter van de premier te beschermen die in de Verenigde Staten studeert. |
| 16  | Kill Screen            | 22 februari 2011        | 26 april 2011           | 5 mei 2011              | Het team moet een meedogenloze moordenaar zien op te sporen, nadat zij lichaamsdelen van een vermoorde Marinier in een gestolen portemonnee vinden. |
| 17  | One Last Score         | 1 maart 2011            | 3 mei 2011              | 12 mei 2011             | Het team vindt een voormalige onderzoeksassistent die gewelddadig is doodgestoken. Het team komt erachter dat zij tips verkocht over het beroven van een warenhuis. Er wordt een nieuwe agent aangenomen.                                                                                           |
| 18  | Out of the Frying Pan  | 22 maart 2011           | 10 mei 2011             | 16 februari 2012        | Gibbs vraagt Vance naar zijn motieven, wanneer hij een tiener ondervraagt die verdacht wordt voor de moord op zijn gepensioneerde vader. |
| 19  | Tell All               | 29 maart 2011           | 17 mei 2011             | 16 februari 2012        | Het team ziet een verband tussen het bloed dat gevonden is bij een vermoorde marinier en een geschrift dat belangrijke geheime militaire informatie bevat. |
| 20  | Two Faced              | 5 april 2011            | 24 mei 2011             | 23 februari 2012        | Tot Gibbs' ongenoegen voegt Special Agent Barrett zich weer bij het team om te helpen bij het onderzoek naar een vermoorde zeeman die mogelijk door een haven-seriemoordenaar vermoord is. Ziva introduceert eindelijk haar vriend aan het team.                                                    |
| 21  | Dead Reflection        | 12 april 2011           | 20 september 2011       | 23 februari 2012        | Wanneer een beveiligingscamera vastlegt dat een onderofficier een moord pleegt, moet het team deze man opsporen. Gibbs onthult dat Barrett en haar team de Port-to-Port moordzaak overnemen. |
| 22  | Baltimore              | 3 mei 2011              | 27 september 2011       | 1 maart 2012            | Tony’s ex-partner Danny Price wordt vermoord gevonden en blijkt een slachtoffer van de Port-to-Port seriemoordenaar. Tony gaat terug naar de tijd toen hij detective in Baltimore was, waarbij ook zijn eerste ontmoeting met Gibbs ter sprake komt.                                                |
| 23  | Swan Song              | 10 mei 2011             | 4 oktober 2011          | 1 maart 2012            | Het team moet alle mogelijkheden nagaan als het laatste slachtoffer van de Port-to-Port moordenaar iemand blijkt te zijn met persoonlijke banden met het team. |
| 24  | Pyramid                | 17 mei 2011             | 11 oktober 2011         | 8 maart 2012            | Als eindelijk de identiteit van de Port-to-Port moordenaar bekend is, komt het hele NCIS-team in groot gevaar. |

## Seizoen 9
Rolverdeling seizoen 9:
- Mark Harmon als Leroy Jethro Gibbs
- Michael Weatherly als Anthony (Tony) DiNozzo
- Cote de Pablo als Ziva David
- Sean Murray als Timothy (Tim) McGee
- Pauley Perrette als Abigail (Abby) Sciuto
- David McCallum als Donald Mallard (Ducky)
- Rocky Carroll als Leon Vance

| Nr. | Titel aflevering        | Datum eerste uitzending | Datum eerste uitzending | Datum eerste uitzending | Samenvatting |
| Nr. | Titel aflevering        | VS                      | NL                      | VL                      | Samenvatting |
| --- | ----------------------- | ----------------------- | ----------------------- | ----------------------- | --- |
| 1   | Nature of the Beast     | 20 september 2011       | 18 oktober 2011         | 8 maart 2012            | Gibbs en het team moeten antwoorden zien te vinden met betrekking tot Tony's maandenlange opdracht als een NCIS-agent dood gevonden wordt. |
| 2   | Restless                | 27 september 2011       | 25 oktober 2011         | 15 maart 2012           | Het team onderzoekt de dood van een jonge marinier die op zijn welkomthuisfeestje arriveert met een steekwond. |
| 3   | The Penelope papers     | 4 oktober 2011          | 1 november 2011         | 15 maart 2012           | Het onderzoek van het team naar de moord op een luitenant van de marine leidt naar McGee's oma. |
| 4   | Enemy on the Hill       | 11 oktober 2011         | 8 november 2011         | 22 maart 2012           | Het team onderzoekt de reden waarom een luitenant van de marine het doelwit is van een huurmoordenaar. Abby ontdekt meer over haar familie nadat ze testen heeft ondergaan voor een nierdonatie.                                                                                                |
| 5   | Safe harbor             | 18 oktober 2011         | 15 november 2011        | 22 maart 2012           | Wanneer een kustwachtofficier wordt neergeschoten op een vrachtschip, stuit het team op een Libanese familie die asiel zoekt. Tony en McGee proberen de perfecte vrouw voor Gibbs te vinden. |
| 6   | Thirst                  | 25 oktober 2011         | 22 november 2011        | 29 maart 2012           | Het team onderzoekt de dood van een marineluitenant die stierf aan overhydratatie. Het onderzoek verandert al snel in een moordzaak. Gibbs ontmoet de nieuwe liefde van Ducky. |
| 7   | Devil's Triangle        | 1 november 2011         | 29 november 2011        | 29 maart 2012           | Wanneer de huidige man van zowel Gibbs' als Fornells ex-vrouw onder verdachte omstandigheden wordt ontvoerd, werkt het team samen met de FBI om de zaak te onderzoeken. |
| 8   | Engaged: Part 1         | 8 november 2011         | 6 december 2011         | 5 april 2012            | Terwijl ze een neergestort militair vliegtuig onderzoeken dat doodskisten vervoerde, stuit het team op een tegenstrijdigheid in het DNA van de stoffelijke overschotten. |
| 9   | Engaged: Part 2         | 15 november 2011        | 13 december 2011        | 5 april 2012            | De zoektocht naar een verdwenen luitenant van de marine gaat verder als het team op een spoor komt in Afghanistan. Tony's diepste angst komt naar boven en Gibbs wordt gedwongen om gebeurtenissen uit zijn verleden opnieuw te beleven.                                                        |
| 10  | Sins of The Father      | 22 november 2011        | 20 december 2011        | 12 april 2012           | Wanneer Tony's vader wordt gevonden in een auto met een lichaam in de kofferbak, moet het team uitvinden of hij schuldig is aan moord, terwijl hij zelf niet meer weet wat er gebeurd is. Tony wordt van het onderzoek gehaald, maar wil desondanks toch bewijzen dat zijn vader onschuldig is. |
| 11  | Newborn King            | 13 december 2011        | 6 maart 2012            | 12 april 2012           | Nadat een marinekapitein is vermoord in zijn hotelkamer, moet het team zijn zwangere partner vinden om haar te beschermen tegen onbekende aanvallers. |
| 12  | Housekeeping            | 3 januari 2012          | 13 maart 2012           | 19 april 2012           | Tijdens het onderzoek naar de moord op een commandant van de marine, komt het team achter de verblijfplaats van agent E.J. Barrett. |
| 13  | A Desperate Man         | 10 januari 2012         | 20 maart 2012           | 19 april 2012           | Het team onderzoekt de moord op een luitenant-commandant van de marine waarbij ze onderbroken worden door haar radeloze echtgenoot. Ziva overpeinst haar toekomst wanneer Ray terugkomt. |
| 14  | Life Before His Eyes    | 7 februari 2012         | 27 maart 2012           | 26 april 2012           | Wanneer Gibbs onderweg stopt voor zijn dagelijkse kop koffie, kijkt hij ineens in de loop van een geweer. Hij wordt gedwongen om na te denken over zijn verleden en de keuzes die hij in zijn leven maakte.                                                                                     |
| 15  | Secrets                 | 14 februari 2012        | 3 april 2012            | 26 april 2012           | Wanneer een kapitein van de marine dood gevonden wordt met een ongebruikelijk kostuum onder zijn uniform, komt het NCIS-team uit bij een geheim genootschap dat bestaat uit 'real life' superhelden. Het team moet de schurk opsporen.                                                          |
| 16  | Psych out               | 21 februari 2012        | 10 april 2012           | 3 mei 2012              | Het team moet de schijnbare zelfmoord van een marinereservist met een hoge veiligheidsmachtiging onderzoeken. Gibbs en Dr. Samantha Ryan van de "PsyOps Division" werken samen om het raadsel op te lossen.                                                                                     |
| 17  | Need to Know            | 28 februari 2012        | 17 april 2012           | 3 mei 2012              | Wanneer een hoofdonderofficier met toegang tot een zeer geheim marine-onderzoekslaboratorium wordt vermoord, leidt het onderzoek het team naar een internationale wapenhandelaar. |
| 18  | The Tell                | 20 maart 2012           | 24 april 2012           | 23 september 2012       | Wanneer er geheime informatie onbedoeld naar buiten komt, moeten Gibbs en dr. Samantha Ryan samenwerken om deze mysterieuze zaak op te lossen. |
| 19  | The Good Son            | 27 maart 2012           | 1 mei 2012              | 30 september 2012       | Het team onderzoekt de moord op een officier en de zwager van Vance wordt de hoofdverdachte in de zaak. |
| 20  | The Missionary Position | 10 april 2012           | 4 september 2012        | 7 oktober 2012          | Na de moord op een marinier gaan Tony en Ziva naar Colombia. Daar worden ze vergezeld door Ziva's vriend en mentor voor een zoektocht naar een vermiste marineluitenant en -kapelaan. |
| 21  | Rekindled               | 17 april 2012           | 18 september 2012       | 14 oktober 2012         | Door een magazijnbrand worden documenten geopenbaard die mogelijk een bedreiging voor de nationale veiligheid vormen. Het team voegt zich bij het onderzoek door het Baltimore PD. Dit herenigt Tony met iemand uit zijn verleden.                                                              |
| 22  | Playing with Fire       | 1 mei 2012              | 25 september 2012       | 21 oktober 2012         | Een explosie op een marineschip leidt tot een wereldwijde bedreiging van marinepersoneel en hun eigendommen. Tony en Ziva reizen naar Italië als er een explosief wordt gevonden op een schip.                                                                                                  |
| 23  | Up in Smoke             | 8 mei 2012              | 2 oktober 2012          | 28 oktober 2012         | Er wordt een afluisterapparaat gevonden in de tand van een agent, waardoor het team moet bekijken welke geheimen in de handen van een marinegerichte terrorist zouden kunnen zijn. Jimmy houdt zijn vrijgezellenfeest.                                                                          |
| 24  | Till Death Do Us Part   | 15 mei 2012             | 9 oktober 2012          | 4 november 2012         | Terrorisme bedreigt het fundament van de marine en NCIS terwijl het team blijft ontsnappen aan een gevaarlijke terrorist. Jimmy's bruiloft wordt beïnvloed door de zaak. |

## Seizoen 10
Rolverdeling seizoen 10:
- Mark Harmon als Leroy Jethro Gibbs
- Michael Weatherly als Anthony (Tony) DiNozzo
- Cote de Pablo als Ziva David
- Sean Murray als Timothy (Tim) McGee
- Pauley Perrette als Abigail (Abby) Sciuto
- David McCallum als Donald Mallard (Ducky)
- Rocky Carroll als Leon Vance
- Brian Dietzen als Jimmy Palmer

| Nr. | Titel aflevering     | Datum eerste uitzending | Datum eerste uitzending | Datum eerste uitzending | Samenvatting |
| Nr. | Titel aflevering     | VS                      | NL                      | VL                      | Samenvatting |
| --- | -------------------- | ----------------------- | ----------------------- | ----------------------- | --- |
| 1   | Extreme Prejudice    | 25 september 2012       | 23 oktober 2012         | 11 november 2012        | De laatste aanslag van Harper Dearing op het NCIS gebouw veroorzaakt een klopjacht van verschillende instanties op het criminele meesterbrein. |
| 2   | Recovery             | 2 oktober 2012          | 30 oktober 2012         | 25 november 2012        | Wanneer het lichaam wordt ontdekt van een facilitair manager die verdween op de dag dat de bom ontplofte, onderzoekt het team de vreemde zaak. Het team moet verplichte psychologische evaluaties ondergaan en Gibbs is ernstig bezorgd over Abby's terugkerende nachtmerries sinds de bomaanval.                                                                            |
| 3   | Phoenix              | 9 oktober 2012          | 6 november 2012         | 2 december 2012         | Ducky besluit een 12 jaar oude zaak te heropenen. Ondertussen onderzoekt het team de dood van een overleden marinier die wellicht iets te maken heeft met de dood van Ducky's heropende zaak. |
| 4   | Lost At Sea          | 23 oktober 2012         | 13 november 2012        | 9 december 2012         | Wanneer bemanningsleden van een verongelukte helikopter op het strand aanspoelen, moet het team de oorzaak van het ongeluk achterhalen en op zoek gaan naar de vermiste piloot. |
| 5   | The Namesake         | 30 oktober 2012         | 20 november 2012        | 16 december 2012        | Een onderofficier wordt neergeschoten in de Ferrari van een miljardair en het onderzoek leidt naar een man waarnaar Gibbs vernoemd is. |
| 6   | Shell Shock: Part 1  | 13 november 2012        | 27 november 2012        | 23 december 2012        | Wanneer een luitenant, die net terug is gekomen uit het Midden-Oosten, dood wordt aangetroffen, stelt het team enkele vragen aan kapitein Wescott, een vriend van het slachtoffer. Hij zat eveneens in het Midden-Oosten en heeft hier een trauma aan overgehouden. Toch is zijn ervaring van groot belang voor het team, omdat dit kan leiden naar de oorzaak van de moord. |
| 7   | Shell Shock: Part 2  | 20 november 2012        | 4 december 2012         | 30 december 2012        | Terwijl hij kapitein Wescotts gangen nagaat, zet Gibbs de samenwerking met hem voort om een terrorist te pakken te krijgen. |
| 8   | Gone                 | 27 november 2012        | 11 december 2012        | 14 april 2013           | Als het team de ontvoering van een tiener onderzoekt, werken Ziva en Abby nauw samen met een getuige van de ontvoering. Ondertussen wordt Tony jaloers als hij hoort over de afspraak tussen Ziva en een mysterieuze man. |
| 9   | Devil's Trifecta     | 11 december 2012        | 18 december 2012        | 21 april 2013           | Nadat FBI-agent Fornell het doelwit wordt van een schietpartij, werkt Gibbs met hem samen. Er wordt nieuw licht op de zaak geworpen wanneer hun beider ex-vrouw erbij betrokken raakt. |
| 10  | You Better Watch Out | 18 december 2012        | 27 augustus 2013        | 28 april 2013           | Tony's vader komt op bezoek voor de kerst. Intussen onderzoekt het team een moord door het geld te volgen en is Abby zenuwachtig voor de aanstaande festiviteiten. |
| 11  | Shabbat Shalom       | 8 januari 2013          | 3 september 2013        | 5 mei 2013              | Wanneer het team onderzoek doet naar de link tussen een dode journalist en een onderofficier, komt Ziva's vader langs. Hoewel Eli volhoudt dat hij voor het sabbatsdiner is gekomen, vraagt Ziva zich af waarom haar vader werkelijk naar Washington is gekomen. |
| 12  | Shiva                | 15 januari 2013         | 17 september 2013       | 12 mei 2013             | In de nasleep van een gebeurtenis die dicht bij huis komt, zoekt het team antwoorden en gerechtigheid zodat ze hun meest kwetsbare collega's kunnen beschermen. |
| 13  | Hit and Run          | 29 januari 2013         | 24 september 2013       | 19 mei 2013             | Het onderzoek naar het auto-ongeluk van een marinier roept emotionele jeugdherinneringen op bij Abby van toen ze met haar eerste "zaak" bezig was. |
| 14  | Canary               | 5 februari 2013         | 1 oktober 2013          | 26 mei 2013             | Het team roept de hulp in van een bekende hacker, die een sleutelrol speelt bij het opsporen van 's werelds meest gezochte cyberterrorist. |
| 15  | Hereafter            | 19 februari 2013        | 8 oktober 2013          | 2 juni 2013             | Wanneer directeur Vance verlof neemt om het verdriet om zijn vermoorde vrouw te verwerken, ontdekt hij persoonlijke informatie die hem over alles doet twijfelen. |
| 16  | Detour               | 26 februari 2013        | 22 oktober 2013         | 1 december 2013         | Het team start een zoektocht naar Ducky en Palmer, nadat die met een lichaam verdwijnen op de weg terug van een plaats delict. |
| 17  | Prime Suspect        | 5 maart 2013            | 29 oktober 2013         | 8 december 2013         | Een mediacircus rond een onbekende crimineel leidt Gibbs' kapper ertoe om Gibbs' hulp te vragen om zijn zoon uit te sluiten als hoofdverdachte in de zaak. |
| 18  | Seek                 | 19 maart 2013           | 5 november 2013         | 15 december 2013        | De weduwe van een marinier die gespecialiseerd was in het opsporen van K9-bommen, vraagt het team om de recente dood van haar man in Afghanistan te onderzoeken. Ondertussen vraagt directeur Vance hulp bij het zoeken naar oppassers. |
| 19  | Squall               | 26 maart 2013           | 12 november 2013        | 22 december 2013        | Een grote storm brengt het team aan boord van de USS Borealis, waar een dode al gauw vermoord blijkt te zijn. De spanning stijgt wanneer blijkt dat McGee's vader ook aan boord was ten tijde van het incident. |
| 20  | Chasing Ghosts       | 9 april 2013            | 26 november 2013        | 29 december 2013        | Wanneer een marinereservist thuiskomt en haar man blijkt vermist te zijn terwijl er bloed in de huiskamer ligt, vraagt ze het team om hulp. Ondertussen vermoedt Tony dat Ziva een riskante zet plant om haar vaders dood te wreken. |
| 21  | Berlin               | 23 april 2013           | 3 december 2013         | 5 januari 2014          | Terwijl het team de moord op een Mossad-officier onderzoekt, gaan Tony en Ziva naar Berlijn in de hoop de moordenaar van Ziva's vader te pakken te krijgen. |
| 22  | Revenge              | 30 april 2013           | 10 december 2013        | 12 januari 2014         | Hoewel Homeland Security hen opdraagt de zaak te laten rusten, zoekt het team vanwege de moord op Eli David en Jackie Vance naarstig naar Bodnar. |
| 23  | Double Blind         | 7 mei 2013              | 17 december 2013        | 19 januari 2014         | Een onderzoeker van het Department of Defense onderzoekt hoe het team heeft gereageerd in de zaak-Bodnar. Ondertussen onderzoekt het team of een onderofficier aan achtervolgingswaan lijdt, of dat zijn beweringen dat hij gevolgd wordt gerelateerd zijn aan de nationale veiligheid.                                                                                      |
| 24  | Damned If You Do     | 14 mei 2013             | 17 december 2013        | 23 maart 2014           | De internationale klopjacht op Eli Davids moordenaar verandert in een federale heksenjacht op Gibbs en de rest van het team. |

## Seizoen 11
Rolverdeling seizoen 11:
- Mark Harmon als Leroy Jethro Gibbs
- Michael Weatherly als Anthony (Tony) DiNozzo
- Sean Murray als Timothy (Tim) McGee
- Pauley Perrette als Abigail (Abby) Sciuto
- David McCallum als Donald Mallard (Ducky)
- Rocky Carroll als Leon Vance
- Brian Dietzen als Jimmy Palmer
- Emily Wickersham als Eleanor (Ellie) Bishop

| Nr. | Titel aflevering       | Datum eerste uitzending | Datum eerste uitzending | Datum eerste uitzending | Samenvatting |
| Nr. | Titel aflevering       | VS                      | NL                      | VL                      | Samenvatting |
| --- | ---------------------- | ----------------------- | ----------------------- | ----------------------- | --- |
| 1   | Whiskey Tango Foxtrot  | 24 september 2013       | 7 januari 2014          | 30 maart 2014           | Gibbs' team heeft ontslag genomen en verlaat het NCIS-gebouw als burgers. Als eerst Clayton Jarvis, de Secretary of the Navy, om het leven komt bij een bomaanslag waarbij ook Tom Morrow gewond raakt, en er vervolgens een aanslag op Gibbs gepleegd wordt, wordt duidelijk dat iemand hen een voor een wil uitschakelen. |
| 2   | Past, present, future  | 1 oktober 2013          | 7 januari 2014          | 6 april 2014            | Als het team de huidige locatie van Parsa en zijn groep terroristen probeert te achterhalen, reist Tony af naar Israël om Ziva te vinden. |
| 3   | Under the Radar        | 8 oktober 2013          | 14 januari 2014         | 13 april 2014           | Het team zoekt naar een vermiste luitenant-ter-zee en schakelt daarbij de hulp van Twitter in. |
| 4   | Anonymous Was a Woman  | 15 oktober 2013         | 14 januari 2014         | 20 april 2014           | Een moord legt een vrouwengemeenschap bloot waar wijlen Mike Franks zich in het geheim jaren voor inzette. Gibbs en McGee reizen af naar Irak, alwaar Gibbs wil achterblijven om iemand te beschermen. |
| 5   | Once a Crook           | 22 oktober 2013         | 21 januari 2014         | 27 april 2014           | Een gezicht in een groep toeschouwers en een pakje kauwgum brengen DiNozzo 15 jaar terug in de tijd, toen hij nog bij de politie in Baltimore werkte. |
| 6   | Oil and Water          | 29 oktober 2013         | 21 januari 2014         | 4 mei 2014              | NCIS moet samenwerken met de kustwacht om een verdachte explosie te onderzoeken op een olieplatform. Ondertussen is niemand veilig voor een anonieme grappenmaker die het op de leden van het team heeft voorzien. |
| 7   | Better Angels          | 5 november 2013         | 28 januari 2014         | 11 mei 2014             | Een militair die door een winkeldief wordt doodgeschoten, blijkt geen toevallig slachtoffer te zijn. Gibbs is vanwege privézaken afwezig en DiNozzo en McGee twisten over wie de leiding krijgt in de zaak. |
| 8   | Alibi                  | 12 november 2013        | 28 januari 2014         | 18 mei 2014             | Het NCIS-team moet een zaak heronderzoeken wanneer een voormalig FBI-agente, die nu advocaat is, aangeeft dat het alibi van haar cliënt klopt, maar dat zij er vanwege haar beroepsgeheim verder niets over kan zeggen. |
| 9   | Gut Check              | 19 november 2013        | 4 maart 2014            | 25 mei 2014             | Nadat men ontdekt dat de SecNav afgeluisterd is tijdens een geheime vergadering gaat NSA-analiste Eleanor Bishop, die dit twee jaar eerder tot in detail wist te voorspellen, samenwerken met NCIS. |
| 10  | Devil's Triad          | 10 december 2013        | 11 maart 2014           | 1 juni 2014             | Het team raakt verwikkeld in een moeilijke zaak wanneer ze een verband ontdekken tussen het slachtoffer en de ex-vrouw van Gibbs en Fornell. |
| 11  | Homesick               | 17 december 2013        | 18 maart 2014           | 8 juni 2014             | Als een mysterieuze ziekte de kinderen van militaire families treft, moeten Gibbs en het team de oorzaak achterhalen. |
| 12  | Kill Chain             | 7 januari 2014          | 25 maart 2014           | 6 augustus 2014         | De terrorist Parsa duikt weer op, na de moord op een marinier, gepleegd met behulp van een gestolen drone. De zaak brengt Gibbs weer in contact met Hollis Mann. |
| 13  | Double Back            | 14 januari 2014         | 1 april 2014            | 13 augustus 2014        | In een poging de terrorist Parsa te vinden, sporen Gibbs en het NCIS team een van zijn handlangers op. McGee worstelt met de emotionele gevolgen van een aanslag waarbij zijn vriendin zwaargewond raakte. |
| 14  | Monsters and Men       | 4 februari 2014         | 8 april 2014            | 20 augustus 2014        | De moord op een officier van een havenautoriteit onthult de mogelijke verblijfplaats van Parsa. Het team zet de jacht op hem onvermoeid voort. |
| 15  | Bulletproof            | 25 februari 2014        | 15 april 2014           | 27 augustus 2014        | Wanneer een vrachtwagen vol met defecte kogelwerende vesten gestolen blijkt te zijn, probeert het team de dader en de defecte vesten op te sporen. |
| 16  | Dressed to Kill        | 4 maart 2014            | 16 september 2014       | 3 september 2014        | Tony komt een man tegen in een marine-uniform waarvan de verschillende onderdelen niet met elkaar overeenkomen. Als hij de man daarop wil aanspreken, draait dat uit op een schietpartij met dodelijke afloop. |
| 17  | Rock and a Hard Place  | 18 maart 2014           | 23 september 2014       | 10 september 2014       | Er ontploft een bom op een liefdadigheidsconcert. Was het doelwit de ster van de avond of zat er meer achter? |
| 18  | Crescent City: Part 1  | 25 maart 2014           | 4 november 2014         | 17 september 2014       | Wanneer het lichaam van een voormalige NCIS-agent aanspoelt in New Orleans, werkt Gibbs samen met het team van NCIS: New Orleans om de zaak op te lossen. |
| 19  | Crescent City: Part 2  | 1 april 2014            | 11 november 2014        | 24 september 2014       | Wanneer het lichaam van een voormalige NCIS-agent aanspoelt in New Orleans, werkt Gibbs samen met het team van NCIS: New Orleans om de zaak op te lossen. |
| 20  | Page not found         | 8 april 2014            | 30 september 2014       | 1 oktober 2014          | De vriendin van McGee, Delilah, is weer aan het werk bij het Amerikaanse ministerie van Defensie. Ze stuit op een controversiële zaak en vraagt het team om hulp. |
| 21  | Alleged                | 15 april 2014           | 7 oktober 2014          | 8 oktober 2014          | Een marineofficier wordt vermoord aangetroffen op een landweg. |
| 22  | Shooter                | 29 april 2014           | 14 oktober 2014         | 15 oktober 2014         | Een marinefotograaf verdwijnt vlak voor hij voor een militaire rechtbank een mogelijk belastende verklaring zal afleggen. |
| 23  | The Admiral's Daughter | 6 mei 2014              | 21 oktober 2014         | 22 oktober 2014         | Tony reist naar Marseille om de losgeslagen dochter van een admiraal terug naar de Verenigde Staten te escorteren. In Marseille aangekomen, blijken alle personeelsleden van het plaatselijke NCIS-kantoor vermoord te zijn.                                                                                                |
| 24  | Honor Thy Father       | 13 mei 2014             | 28 oktober 2014         | 29 oktober 2014         | Terwijl de rest van het team op zoek is naar een ontsnapte terrorist, reist Gibbs om persoonlijke redenen af naar Stillwater. |

## Seizoen 12
Rolverdeling seizoen 12:
- Mark Harmon als Leroy Jethro Gibbs
- Michael Weatherly als Anthony (Tony) DiNozzo
- Sean Murray als Timothy (Tim) McGee
- Pauley Perrette als Abigail (Abby) Sciuto
- David McCallum als Donald Mallard (Ducky)
- Rocky Carroll als Leon Vance
- Brian Dietzen als Jimmy Palmer
- Emily Wickersham als Eleanor (Ellie) Bishop

| Nr. | Titel aflevering            | Datum eerste uitzending | Datum eerste uitzending | Datum eerste uitzending | Samenvatting |
| Nr. | Titel aflevering            | VS                      | NL                      | VL                      | Samenvatting |
| --- | --------------------------- | ----------------------- | ----------------------- | ----------------------- | --- |
| 1   | Twenty Klicks               | 23 september 2014       | 18 november 2014        | 5 november 2014         | Een helikopter waarin Gibbs en McGee een computerexpert uit de Amerikaanse ambassade in Moskou escorteren, wordt op 20 kilometer van de Finse grens uit de lucht geschoten. |
| 2   | Kill the Messenger          | 30 september 2014       | 25 november 2014        | 12 november 2014        | Het lichaam van een marineofficier wordt aangetroffen in de buurt van het Witte Huis. Is hij het slachtoffer van een overval, heeft het te maken met zijn slechte huwelijk of wilde iemand zijn geplande bespreking met de president verhinderen? |
| 3   | So It Goes                  | 7 oktober 2014          | 2 december 2014         | 19 november 2014        | In het wrak van een met een bazooka vernietigde auto wordt een lijst met de namen van Amerikaanse marinemensen gevonden – die op een na allemaal overleden zijn. De auto was gehuurd door een Brit die de naam gebruikte van een jeugdvriend van Ducky. Als dat niet de bestuurder blijkt te zijn, vertrekken Ducky en Bishop naar het Verenigd Koninkrijk om uit te zoeken wat een Brit met zo'n lijst deed.                                                         |
| 4   | Choke Hold                  | 14 oktober 2014         | 9 december 2014         | 26 november 2014        | Een wetenschapper wordt vermoord met behulp van een mechanische garrote. De Russische ambassade meldt dat een Russische wetenschapper op dezelfde wijze om het leven is gebracht en dat zijn collega, die van de moord verdacht wordt, zich nu in de Verenigde Staten bevindt. Men vraagt de hulp van NCIS om haar terug te vinden. |
| 5   | The San Dominick            | 21 oktober 2014         | 16 december 2014        | 3 december 2014         | Tijdens een oefening op volle zee ziet Gibbs een lichaam in het water drijven. Al snel is duidelijk van welk schip het afkomstig is. Dat schip reageert echter niet op oproepen via de radio en op de radar is te zien dat het van de beoogde koers is afgeweken. |
| 6   | Parental Guidance Suggested | 28 oktober 2014         | 23 december 2014        | 10 december 2014        | Als het dochtertje van een SEAL thuiskomt, vindt ze het dode lichaam van haar moeder. Het slachtoffer, zelf forensisch psychiater, had kort voor haar dood gesproken met een opgesloten psychopaat. Die geeft aan dat ze iemand had ontmoet waarvoor ze banger was dan voor wie ooit tevoren. |
| 7   | The Searchers               | 11 november 2014        | 30 december 2014        | 17 december 2014        | Een gepensioneerde master sergeant wordt vermoord. In zijn hand klemt hij het registratieplaatje van zijn meerdere, die echter al in de Vietnamoorlog gesneuveld is en wiens lichaam nooit werd teruggevonden. |
| 8   | Semper Fortis               | 18 november 2014        | 6 januari 2015          | 29 november 2015        | Een kwartiermeester op verlof en zijn vrienden worden na een avondje stappen in een afgelegen gebied van de weg gereden. De eerste ter plaatse is een inmiddels afgezwaaide marinehospik. In afwachting van de hulpdiensten, die uit een naburige plaats moeten komen, verleent zij de verongelukten medische noodhulp. Anders dan haar evenknieën van de land- en de luchtmacht is ze hiertoe echter niet bevoegd en als de politie arriveert, wordt ze aangehouden. |
| 9   | Grounded                    | 25 november 2014        | 13 januari 2015         | 6 december 2015         | DiNozzo, Bishop en haar man zitten vast op het door sneeuw van de buitenwereld afgesloten vliegveld van Washington. Er zijn aanwijzingen dat er een aanslag gepleegd gaat worden. |
| 10  | House Rules                 | 16 december 2014        | 20 januari 2015         | 13 december 2015        | Het openbare internet in heel Washington valt uit door een cyberaanval door iemand die zich Krampus noemt. Drie hackers waarvan bekend is dat ze in het verleden contact hebben gehad met Krampus, zitten door toedoen van NCIS in de gevangenis. |
| 11  | Check                       | 6 januari 2015          | 27 januari 2015         | 20 december 2015        | Als het team een schietpartij in een restaurant onderzoekt, staan plotseling Gibbs' ex-echtgenotes voor zijn neus. |
| 12  | The Enemy Within            | 13 januari 2015         | 3 februari 2015         | 27 december 2015        | Een ontvoerde Amerikaanse hulpverleenster wordt in het noorden van Syrië door een SEAL-team bevrijd. Op een buitgemaakt wapen worden vingerafdrukken gevonden die niet van een van de ontvoerders, maar van een Amerikaans staatsburger zijn. |
| 13  | We Build, We Fight          | 3 februari 2015         | 10 februari 2015        | 3 januari 2016          | Een veteraan wordt thuis doodgeschoten. Hij was de eerste openlijk homoseksuele militair die was voorgedragen voor de Medal of Honor. Als er drugs gevonden worden, lijkt dat een postume toekenning in de weg te staan. |
| 14  | Cadence                     | 10 februari 2015        | 17 februari 2015        | 10 januari 2016         | Een moordonderzoek brengt Tony terug op de militaire kostschool waar hij als tiener studeerde. |
| 15  | Cabin Fever                 | 17 februari 2015        | 1 september 2015        | 17 januari 2016         | Het team verdenkt Gibbs' aartsvijand ervan achter een explosie op een anti-terreurevenement te zitten. Gibbs laat de zaak aan zich voorbij gaan, omdat hij zijn rouwende vriend Fornell helpt, die op de randje van instorten staat na de dood van zijn vrouw. |
| 16  | Blast from the Past         | 24 februari 2015        | 1 september 2015        | 24 januari 2016         | Een geheime identiteit van Gibbs uit een 20 jaar oude undercoveroperatie duikt op, nadat een slachtoffer is gevonden dat onder deze alias leefde. |
| 17  | The Artful Dodger           | 10 maart 2015           | 8 september 2015        | 31 januari 2016         | In een moordzaak wordt bewijs gevonden dat een in bruikleen gekregen schilderij is omgeruild voor een vervalsing. DiNozzo sr. wordt gevraagd zijn kennis en contacten in de zwarte markt van de kunstwereld te delen met het team. |
| 18  | Status Update               | 24 maart 2015           | 8 september 2015        | 7 februari 2016         | Nadat het lichaam van een inbreker wordt gevonden in het huis van een marinier, ontdekt NCIS het handelsmerk van een terroristengroep die Delilah en het United States Department of Defense volgt. |
| 19  | Patience                    | 31 maart 2015           | 22 september 2015       | 14 februari 2016        | De moord op een onderofficier leidt tot de heropening van een 40 jaar oude zaak over een bomaanslag op een luchthaven. |
| 20  | No Good Deed                | 7 april 2015            | 22 september 2015       | 14 februari 2016        | DiNozzo werkt samen met zijn vriendin, ATF Special Agent Zoe Keats, nadat bewijs onthult dat het moordwapen in een NCIS-zaak oorspronkelijk was aangeschaft voor een controversiële ATF-operatie: 'Operation Fast & Furious'. Anthony DiNozzo sr. keert terug naar de stad voor een diner om de vriendin van zijn zoon te ontmoeten. |
| 21  | Lost in Translation         | 14 april 2015           | 6 oktober 2015          | 21 februari 2016        | Gibbs en Bishop reizen af naar Afghanistan, nadat de moord op een marinier in Washington D.C. is gelinkt aan een terroristengroep die een marinier gegijzeld houdt. DiNozzo is ontsteld dat McGee is gekozen als het nieuwe gezicht van NCIS voor de nieuwe wervingsbrochures. |
| 22  | Troll                       | 28 april 2015           | 6 oktober 2015          | 21 februari 2016        | Special Agent Ned Dorneget van cyberoperaties assisteert het team als een vaandrig van het Office of Naval Intelligence is vermoord. Ook ontdekt het team dat Jake en Gibbs goede vrienden zijn geworden. |
| 23  | The Lost Boys               | 5 mei 2015              | 13 oktober 2015         | 28 februari 2016        | De cyberzaak verandert in een wereldwijde samenwerking nadat bewijs bevestigt dat 'The Calling', een internationale terroristengroep die kinderen rekruteert via het internet, bommen aanschaft op de zwarte markt. |
| 24  | Neverland                   | 12 mei 2015             | 13 oktober 2015         | 28 februari 2016        | NCIS zoekt koortsachtig naar een wereldwijde terroristengroep die kinderen rekruteert via het internet, naar aanleiding van een dodelijke bomaanslag in het buitenland, die resulteert in een emotioneel en verrassend verlies voor het team. |

## Seizoen 13
Rolverdeling seizoen 13:
- Mark Harmon als Leroy Jethro Gibbs
- Michael Weatherly als Anthony (Tony) DiNozzo. Noot: laatste seizoen met Michael Weatherly als Tony DiNozzo[1]
- Sean Murray als Timothy (Tim) McGee
- Pauley Perrette als Abigail (Abby) Sciuto
- David McCallum als Donald Mallard (Ducky)
- Rocky Carroll als Leon Vance
- Brian Dietzen als Jimmy Palmer
- Emily Wickersham als Eleanor (Ellie) Bishop
- Terugkerende gastrollen van Jon Cryer als Cyril Taft, Leslie Hope als SecNav Sarah Porter, Margo Harshman als Delilah Fielding en Joe Spano als FBI-agent Tobias Fornell

| Nr. | Titel aflevering     | Datum eerste uitzending | Datum eerste uitzending | Datum eerste uitzending | Samenvatting |
| Nr. | Titel aflevering     | VS                      | NL                      | VL                      | Samenvatting |
| --- | -------------------- | ----------------------- | ----------------------- | ----------------------- | --- |
| 1   | Stop the Bleeding    | 22 september 2015       | 27 oktober 2015         | 6 maart 2016            | Gibbs vecht voor zijn leven op een hospitaalschip nadat hij is neergeschoten, terwijl DiNozzo en Joanna Teague naar Shanghai reizen om 'The Calling' te stoppen. |
| 2   | Personal Day         | 29 september 2015       | 27 oktober 2015         | 6 maart 2016            | NCIS assisteert de DEA met een drugszaak, nadat Gibbs akkoord gaat een vriend te helpen met wie hij een tragisch verleden deelt. Gibbs vraagt het team DEA-agent Luis Mitchell te helpen met een cold case, maar DiNozzo ontdekt dat er meer is dan Gibbs' persoonlijke connectie met de agent en zijn wil hem te helpen slagen.            |
| 3   | Incognito            | 6 oktober 2015          | 10 november 2015        | 13 maart 2016           | Een marinier wordt, enkele uren nadat hij Gibbs heeft gebeld om een mogelijke zaak te bespreken, vermoord gevonden in Quantico. Bishop en McGee gaan undercover als een getrouwd stel om een marineluitenant en zijn vrouw in de gaten te houden.                                                                                           |
| 4   | Double Trouble       | 13 oktober 2015         | 10 november 2015        | 13 maart 2016           | Vance werkt samen met Gibbs in het veld wanneer een moordzaak blijkt te zijn verbonden met een voormalig NCIS-agent, die gevangen zit voor het stelen van bewijs. |
| 5   | Lockdown             | 20 oktober 2015         | 1 december 2015         | 20 maart 2016           | Terwijl Abby naar aanleiding van een moordzaak een farmaceutisch lab bezoekt, raakt ze buitengesloten van de buitenwereld als gewapende mannen het gebouw overnemen en iedereen gijzelen. |
| 6   | Viral                | 27 oktober 2015         | 1 december 2015         | 20 maart 2016           | Wanneer de moord op een onderofficier overeenkomsten vertoont met de modus operandi van een lokale seriemoordenaar, moet het NCIS-team vaststellen of hij het laatste slachtoffer is of dat er sprake is van een copycat. |
| 7   | 16 years             | 3 november 2015         | 15 december 2015        | 27 maart 2016           | Het onderzoek van de moord op een gepensioneerde luitenant dwingt Ducky zijn deelname aan een geheim genootschap dat cold cases oplost bekend te maken. |
| 8   | Saviors              | 10 november 2015        | 15 december 2015        | 27 maart 2016           | DiNozzo wordt herenigd met zijn ex-vriendin Jeanne Benoit, die inmiddels getrouwd is, wanneer opstandelingen in Soedan een groep vrijwillige hulpverleners aanvallen. DiNozzo en McGee reizen naar de plaats van de moord- en ontvoeringszaak om de vermiste artsen te vinden.                                                              |
| 9   | Day in Court         | 17 november 2015        | 29 december 2015        | 3 april 2016            | Nadat zijn moordzaak is verworpen vanwege een foutief bevelschrift, laat een onderofficier zich vrijwillig door de krijgsraad beoordelen – mits NCIS een eigen onderzoek instelt. |
| 10  | Blood Brothers       | 24 november 2015        | 29 december 2015        | 3 april 2016            | In de hoop een familie verdere tragedie te besparen, vraagt de SecNav aan NCIS om te helpen bij het lokaliseren van een beenmergdonor voor een aan leukemie lijdende matroos, nadat familieleden van hem gedood werden aan het oorlogsfront.                                                                                                |
| 11  | Spinning Wheel       | 15 december 2015        | 26 januari 2016         | 21 augustus 2016        | Ducky wordt aangevallen door een man die beweert informatie te hebben over zijn halfbroer, die tientallen jaren geleden overleed. Het NCIS-team gaat op zoek naar de dader, terwijl Ducky emotionele herinneringen ophaalt aan de laatste dagen die hij met zijn broer doorbracht.                                                          |
| 12  | Sister City (Part 1) | 5 januari 2016          | 2 februari 2016         | 28 augustus 2016        | Als de passagiers en bemanning van een bedrijfsvliegtuig van New Orleans naar Washington D.C. zijn vergiftigd, wijst het bewijsmateriaal naar de verdwenen chef-kok Luca Sciuto, Abby's broer. Het team werkt samen met hun collega's uit New Orleans om Luca te lokaliseren en vast te stellen waarom een hightechbedrijf het doelwit was. |
| 13  | Déjà-vu              | 19 januari 2016         | 9 februari 2016         | 4 september 2016        | Tijdens het onderzoek naar de moord op een matroos die zou getuigen voor de rechtbank ontdekt het NCIS-team de heropleving van een groep mensenhandelaren. |
| 14  | Decompressed         | 9 februari 2016         | 1 maart 2016            | 11 september 2016       | Wanneer een diepzeeduiker tijdens zijn werk wordt vermoord, moeten zijn lichaam en zijn drie verdachte collega's vier dagen in een decompressiekamer blijven. Het NCIS-team voert een onorthodox onderzoek van buiten de decompressiekamer uit.                                                                                             |
| 15  | React                | 16 februari 2016        | 22 maart 2016           | 18 september 2016       | Wanneer de dochter van SecNav Sarah Porter wordt gekidnapt, werkt het NCIS-team samen met de FBI om het motief te achterhalen en haar weer naar huis te brengen. |
| 16  | Loose Cannons        | 23 februari 2016        | 22 maart 2016           | 25 september 2016       | Dokter Cyril Taft ervaart de kick van een NCIS-zaak nadat hij als chirurg te maken heeft met de verdachte van Gibbs en belangrijk bewijs vindt. DiNozzo zoekt zijn ex-vriendin Jeanne Benoit op als hij een aanwijzing volgt over dokters in Soedan.                                                                                        |
| 17  | After Hours          | 1 maart 2016            | 19 april 2016           | 2 oktober 2016          | De privé-plannen van de NCIS-teamleden worden onderbroken wanneer elk van hen fouten ontdekt in een schijnbaar kant-en-klaar afgeronde zaak. |
| 18  | Scope                | 15 maart 2016           | 19 april 2016           | 9 oktober 2016          | Het NCIS-team onderzoekt opnieuw de hinderlaag op een groep scherpschutters wanneer een Amerikaans koppel zes maanden later in hetzelfde gebied in Irak wordt aangevallen. |
| 19  | Reasonable Doubts    | 22 maart 2016           | 17 mei 2016             | 16 oktober 2016         | De vrouw en de minnares van een PR-medewerker beschuldigen elkaar ervan hem vermoord te hebben. |
| 20  | Charade              | 5 april 2016            | 17 mei 2016             | 23 oktober 2016         | DiNozzo's identiteit wordt gestolen en de daders beginnen vervolgens met het chanteren van senatoren. |
| 21  | Return to Sender     | 19 april 2016           | 24 mei 2016             | 30 oktober 2016         | Gibbs en FBI-agent Fornell werken samen nadat twee Britse gevangenen, waaronder een voormalig spion, ontsnappen en aan land komen in een zeecontainer. |
| 22  | Homefront            | 3 mei 2016              | 24 mei 2016             | 6 november 2016         | Wanneer een 14-jarige jongen thuis een inbraak verijdelt, vermoedt Gibbs dat hij belangrijke informatie achterhoudt. Vance en Fornell reizen naar Londen aangaande het lopende onderzoek naar de zaak van de Britse spion. In deze aflevering speelt Michelle Obama een kleine rol als zichzelf.                                            |
| 23  | Dead Letter          | 10 mei 2016             | 31 mei 2016             | 13 november 2016        | Het NCIS-team gaat, samen met de FBI en MI6, door met de internationale klopjacht naar de ontsnapte spion, die er voor heeft gezorgd dat een collega in het ziekenhuis ligt. |
| 24  | Family First         | 17 mei 2016             | 31 mei 2016             | 20 november 2016        | NCIS, FBI en MI6 zetten de klopjacht op de spion voort. Tony stopt bij NCIS. |

## Seizoen 14
Rolverdeling seizoen 14:
- Mark Harmon als Leroy Jethro Gibbs
- Sean Murray als Timothy (Tim) McGee
- Pauley Perrette als Abigail (Abby) Sciuto
- Emily Wickersham als Eleanor (Ellie) Bishop
- Wilmer Valderrama als Nicholas (Nick) Torres
- Jennifer Esposito als Alexandra (Alex) Quinn
- David McCallum als Donald Mallard (Ducky)
- Rocky Carroll als Leon Vance
- Brian Dietzen als Jimmy Palmer
- Duane Henry als Clayton Reeves (MI6)
- Terugkerende gastrollen van onder meer Joe Spano als FBI-agent Tobias Fornell, Margo Harshman als Delilah Fielding en Robert Wagner als Anthony DiNozzo sr.

| Nr. | Titel aflevering        | Datum eerste uitzending | Datum eerste uitzending | Datum eerste uitzending | Samenvatting |
| Nr. | Titel aflevering        | VS                      | NL                      | VL                      | Samenvatting |
| --- | ----------------------- | ----------------------- | ----------------------- | ----------------------- | --- |
| 1   | Rogue                   | 20 september 2016       | 17 januari 2017         | 27 november 2016        | Het NCIS-team onderzoekt een dodelijk auto-ongeluk dat te maken heeft met NCIS-agent Nick Torres, die zes maanden geleden verdween tijdens een undercovermissie in Argentinië. Gibbs vraagt Alex Quinn om het team in de gaten te houden, nadat hij acht agenten heeft afgewezen die zij had aanbevolen voor de vacature in het team. |
| 2   | Being Bad               | 27 september 2016       | 17 januari 2017         | 4 december 2016         | Terwijl het team een moord onderzoekt op een reünie in Quantico, komen ze een dievenbende op het spoor die al langere tijd actief is. Torres en Quinn moeten even wennen nu ze deel uitmaken van Gibbs' team. |
| 3   | Privileged Information  | 4 oktober 2016          | 24 januari 2017         | 11 december 2016        | Een marine-officier overleeft een val van een gebouw niet. Haar dokter raadt Gibbs aan om haar dood als een moord te onderzoeken. |
| 4   | Love Boat               | 11 oktober 2016         | 24 januari 2017         | 18 december 2016        | Gibbs, Quinn en Palmer gaan aan boord van een schip nadat het lichaam van een luitenant in een afvalpers is gevonden. |
| 5   | Philly                  | 18 oktober 2016         | 31 januari 2017         | 25 december 2016        | Gibbs stuurt Bishop en Quinn naar Philadelphia om samen met officier Clayton Reeves aan een moordzaak te werken. |
| 6   | Shell Game              | 25 oktober 2016         | 31 januari 2017         | 1 januari 2017          | Wanneer een onderofficier kan ontsnappen aan haar kidnapper, ontdekt het team een link met haar vermiste echtgenoot. |
| 7   | Home of the Brave       | 15 november 2016        | 7 februari 2017         | 8 januari 2017          | Torres verbreekt het protocol als een getuige gezocht blijkt te worden door de immigratiedienst. Abby, McGee en Bishop proberen DiNozzo senior ervan te overtuigen het appartement van zijn zoon aan hen onder te verhuren. |
| 8   | Enemy Combatant         | 22 november 2016        | 7 februari 2017         | 15 januari 2017         | Bishop zet vraagtekens bij haar vorige baan (bij de NSA) als ze naar Gitmo gestuurd wordt om bewijsmateriaal te verzamelen in een moordzaak. Haar broers zijn op bezoek voor Thanksgiving en proberen via haar collega's te achterhalen met wie ze datet.                                                                             |
| 9   | Pay to Play             | 6 december 2016         | 14 februari 2017        | 22 januari 2017         | Wanneer politica Jenna Flemming bedreigd wordt, start het team een onderzoek. |
| 10  | The Tie That Binds      | 13 december 2016        | 14 februari 2017        | 29 januari 2017         | Wanneer er in het onderzoek naar de moord op een kapitein bewijsmateriaal opduikt dat gelinkt is aan zijn moeder, wordt Ducky geconfronteerd met een keuze die hij 37 jaar geleden maakte. |
| 11  | Willoughby              | 3 januari 2017          | 21 februari 2017        | 5 februari 2017         | Het team gaat undercover wanneer het een zakenman volgt die terroristische daden pleegt om de beurs te beïnvloeden. |
| 12  | Off the Grid            | 17 januari 2017         | 28 februari 2017        | 27 mei 2018             | Als Gibbs de broer van een 'NCIS Most-Wanted'-verdachte tegenkomt, neemt hij onmiddellijk zijn oude alias weer aan en gaat undercover bij een anti-regeringsgezinde militie. |
| 13  | Keep Going              | 24 januari 2017         | 7 maart 2017            | 27 mei 2018             | Tijdens het onderzoek naar een vluchtmisdrijf voegt Palmer zich bij een vreemde op de richel van een gebouw in een poging diens leven te redden. |
| 14  | Nonstop                 | 7 februari 2017         | 14 maart 2017           | 3 juni 2018             | De moord op een onderofficier in een klein dorpje buiten Washington D.C. dwingt het NCIS-team opnieuw samen te werken met 'The Sherlocks', een particulier onderzoeksteam dat Anthony DiNozzo sr. als nieuwste lid heeft. |
| 15  | Pandora's Box, Part 1   | 14 februari 2017        | 21 maart 2017           | 3 juni 2018             | Als Abby meespeelt bij een in scène gezette terroristische aanslag, worden echte explosieven en sarin gevonden. NB: crossover met NCIS New Orleans. Part 2 uitgezonden door Net5 op 22 maart 2017. |
| 16  | A Many Splendored Thing | 21 februari 2017        | 4 april 2017            | 10 juni 2018            | Een luitenant ter zee wordt gedwongen zelfmoord te plegen. |
| 17  | What Lies Above         | 7 maart 2017            | 11 april 2017           | 10 juni 2018            | Als McGee 's avonds thuiskomt, is zijn woning overhoop gehaald. De indringers blijken nog aanwezig te zijn... |
| 18  | M.I.A.                  | 14 maart 2017           | 18 april 2017           | 17 juni 2018            | Een luitenant op haar sterfbed vraagt Gibbs de verdwijning van een collega te onderzoeken. Volgens de officiële lezing is hij overboord geslagen, maar de luitenant betwijfelt dat. |
| 19  | The Wall                | 28 maart 2017           | 25 april 2017           | 17 juni 2018            | Een korporaal die een veteraan uit de Vietnamoorlog begeleidt op een bezoek aan de "Muur", wordt vermoord. |
| 20  | A Bowl of Cherries      | 4 april 2017            | 2 mei 2017              | 24 juni 2018            | Een admiraal die het slachtoffer wordt van ransomware roept de hulp van McGee. Als die aangeeft er niets aan te kunnen doen, stuurt de admiraal als motivatie de besmette e-mail door naar alle leden van het NCIS-team. |
| 21  | One Book, Two Covers    | 18 april 2017           | 9 mei 2017              | 24 juni 2018            | De moord op een marinekorporaal lijkt verband te houden met een bende motorrijdende bankovervallers waar Torres ooit undercover heeft gezeten. |
| 22  | Beastmaster             | 2 mei 2017              | 16 mei 2017             | 1 juli 2018             | In een natuurgebied worden het geplette lichaam van een marinier en een aantal apenschedels gevonden. |
| 23  | Something Blue          | 9 mei 2017              | 23 mei 2017             | 1 juli 2018             | Een kombuismedewerker wordt dood in zijn kooi gevonden. Zijn lichaam wordt, volgens voorschrift, in de koeling gelegd. Als Palmer arriveert om het lichaam te onderzoeken, is dat verdwenen. |
| 24  | Rendezvous              | 16 mei 2017             | 30 mei 2017             | 8 juli 2018             | In de jungle van Paraguay wordt de hand van een onderofficier gevonden. |

## Seizoen 15
Rolverdeling seizoen 15:
- Mark Harmon als Leroy Jethro Gibbs
- Sean Murray als Timothy (Tim) McGee
- Pauley Perrette als Abigail (Abby) Sciuto Noot: laatste seizoen met Pauley Perrette als Abby Sciuto[2]
- Emily Wickersham als Eleanor (Ellie) Bishop
- Wilmer Valderrama als Nicholas (Nick) Torres
- David McCallum als Donald Mallard (Ducky)
- Rocky Carroll als Leon Vance
- Brian Dietzen als Jimmy Palmer
- Duane Henry als Clayton Reeves (MI6)
- Maria Bello als Jack Sloane
- Terugkerende gastrollen van onder meer Joe Spano als FBI-agent Tobias Fornell, Margo Harshman als Delilah Fielding en Robert Wagner als Anthony DiNozzo sr.

| Nr. | Titel aflevering         | Datum eerste uitzending | Datum eerste uitzending | Datum eerste uitzending | Samenvatting |
| Nr. | Titel aflevering         | VS                      | NL                      | VL                      | Samenvatting |
| --- | ------------------------ | ----------------------- | ----------------------- | ----------------------- | --- |
| 1   | House Divided            | 26 september 2017       | 10 januari 2018         | 8 juli 2018             | Gibbs en McGee zijn twee maanden geleden voor het laatst gezien, terwijl ze vochten tegen een groep rebellen in Paraguay. Het team in Washington D.C. doet alles om hen terug te vinden. Vance en Torres moeten zich verantwoorden voor een onderzoekscommissie naar de missie in Paraguay.                                                      |
| 2   | Twofer                   | 3 oktober 2017          | 10 januari 2018         | 15 juli 2018            | Tijdens het ruimen van een begraafplaats gaat onbedoeld een kist open. Er vallen niet een, maar twee lichamen uit: de vrouw van wie het graf was en een marinier die als vermist was opgegeven. |
| 3   | Exit Strategy            | 10 oktober 2017         | 17 januari 2018         | 15 juli 2018            | Tijdens een gemeenschappelijke schaduwoperatie met de gemeentepolitie van Washington D.C. duikt een agente op die tien jaar eerder tijdens een undercoveropdracht om het leven gekomen zou zijn. Ducky vertrekt voor een half jaar naar New York om les te gaan geven.                                                                           |
| 4   | Skeleton Crew            | 17 oktober 2017         | 17 januari 2018         | 22 juli 2018            | Terwijl een zware storm de omgeving teistert, probeert NCIS een ontvoerde luitenant ter zee terug te vinden. Special Agent en forensisch psychologe Jacqueline 'Jack' Sloane, een oude bekende van Leon Vance, komt het team versterken. |
| 5   | Fake It 'Til You Make It | 24 oktober 2017         | 24 januari 2018         | 22 juli 2018            | Een kennis van Reeves wordt voor diens ogen ontvoerd. De belangrijkste verdachte is haar vriend, die ze de dag ervoor heeft verlaten omdat hij haar mishandelde en er bovendien van verdacht wordt geheimen van de marine te hebben gestolen. |
| 6   | Trapped                  | 31 oktober 2017         | 24 januari 2018         | 29 juli 2018            | Op een golfbaan wordt het dode lichaam van een onderofficier gevonden. |
| 7   | Burden of Proof          | 7 november 2017         | 31 januari 2018         | 29 juli 2018            | Een man die al tien jaar in de dodencel zit, beweert dat NCIS en de FBI de zaak destijds niet eerlijk onderzocht hebben. |
| 8   | Voices                   | 14 november 2017        | 31 januari 2018         | 5 augustus 2018         | Een vrouw wordt tijdens het hardlopen door een geheimzinnige stem naar een lijk geleidt. |
| 9   | Ready or Not             | 21 november 2017        | 7 februari 2018         | 5 augustus 2018         | Nadat hij een Britse geheim agent heeft doodgeschoten, wil een internationale wapensmokkelaar de schotwond die hij zelf heeft opgelopen laten behandelen in een ziekenhuis waar McGee en Delilah op dat moment op de verloskundige afdeling zijn.                                                                                                |
| 10  | Double Down              | 12 december 2017        | 7 februari 2018         | 12 augustus 2018        | Een senator en oud-generaal die op bezoek is bij Amerikaanse troepen in Afghanistan, moet met spoed terug naar de Verenigde Staten als zijn zoon zwaargewond in het ziekenhuis opgenomen wordt. |
| 11  | High Tide                | 2 januari 2018          | 14 februari 2018        | 12 augustus 2018        | Bishop en Torres infiltreren bij een bende die via de haven drugs invoeren. |
| 12  | Dark Secrets             | 9 januari 2018          | 21 februari 2018        | 19 augustus 2018        | Een luitenant en marine-advocate wordt dood in haar woning gevonden. Het lijkt erop dat ze zelfmoord heeft gepleegd, maar of dat ook zo is? Tijdens het onderzoek komt het team erachter dat de luitenant een dubbelleven leidde. |
| 13  | Family Ties              | 23 januari 2018         | 28 februari 2018        | 19 augustus 2018        | Een marinier wordt tijdens het hardlopen in mistig weer doodgereden. Het onderzoek leidt al vrij snel naar een tienermeisje, maar als NCIS met haar wil praten, zijn zij en haar ouders met de noorderzon vertrokken. |
| 14  | Keep Your Friends Close  | 6 februari 2018         | 7 maart 2018            | 26 augustus 2018        | Een man wordt aan de kant gezet omdat de bestelwagen waarin hij rijdt als gestolen geregistreerd staat. In de laadruimte wordt een dode marine-officier gevonden. |
| 15  | Keep Your Enemies Closer | 27 februari 2018        | 14 maart 2018           | 2 september 2018        | Een advocate die een ter dood veroordeelde op vrije voeten heeft weten te krijgen (zie aflevering 7: Burden of Proof), heeft – zonder in details te treden – laten doorschemeren dat er wellicht toch meer aan de hand is geweest. Dan wordt ze het slachtoffer van een autobom.                                                                 |
| 16  | Handle With Care         | 6 maart 2018            | 21 maart 2018           | 30 december 2018        | Als een marinier overlijdt na het eten van koekjes uit een zogeheten care package (een soort verrassingspakket met extraatjes voor mensen ver van huis), richt het onderzoek zich op een veteraan die zijn dagen vult met het sturen van dergelijke pakketten naar militairen in actieve dienst en ook de afzender van dit pakket lijkt te zijn. |
| 17  | One Man's Trash          | 13 maart 2018           | 28 maart 2018           | 30 december 2018        | Een televisieprogramma over verzamelaars levert een onverwachte aanwijzing op in een zestien jaar oude moordzaak. |
| 18  | Death from Above         | 27 maart 2018           | 4 april 2018            | 30 december 2018        | Een monteur die bezig is aan de airconditioning op het dak van het NCIS-gebouw komt om het leven. Het lijkt erop dat een transformator ontploft is. Dan blijkt dat het bedrijf waarvoor de monteur werkte niet bestaat en worden er resten van een bom tussen zijn gereedschap gevonden...                                                       |
| 19  | The Numerical Limit      | 3 april 2018            | 11 april 2018           | 6 januari 2019          | Een dode met een zelfgemaakt militair identiteitsbewijs op zak blijkt lid te zijn van een bende die het gemunt heeft op een vluchtelinge zonder ouders die tijdelijk op een marinebasis gehuisvest wordt. |
| 20  | Sight Unseen             | 17 april 2018           | 16 september 2018       | 6 januari 2019          | Het team zoekt een van mishandeling beschuldigde onderofficier die verdwenen is toen de politiewagen waarin hij vervoerd werd te water raakte. |
| 21  | One Step Forward         | 1 mei 2018              | 23 september 2018       | 6 januari 2019          | De dochter van een vermoorde Golfoorlogveterane weet NCIS over te halen de zaak, die de politie van Washington niet op wist te lossen, te onderzoeken. |
| 22  | Two Steps Back           | 8 mei 2018              | 30 september 2018       | 13 januari 2019         | Een zaak wordt persoonlijk als twee teamleden na een etentje neergeschoten worden. |
| 23  | Fallout                  | 15 mei 2018             | 7 oktober 2018          | 13 januari 2019         | Een kennis van Gibbs is bij een bootongeluk verdwenen en wordt geacht verdronken te zijn. Tijdens de herdenking vindt Gibbs hem levend en wel in een schuilkelder onder zijn huis. |
| 24  | Date with Destiny        | 22 mei 2018             | 14 oktober 2018         | 13 januari 2019         | In een restaurant denkt Sloane de stem te herkennen van een man die haar jaren eerder gevangengehouden en gemarteld heeft. |

## Seizoen 16
Rolverdeling seizoen 16:
- Mark Harmon als Leroy Jethro Gibbs
- Sean Murray als Timothy (Tim) McGee
- Emily Wickersham als Eleanor (Ellie) Bishop
- Wilmer Valderrama als Nicholas (Nick) Torres
- David McCallum als Donald Mallard (Ducky)
- Rocky Carroll als Leon Vance
- Brian Dietzen als Jimmy Palmer
- Maria Bello als Jacqueline (Jack) Sloane
- Diona Reasonover als Kasie Hines
- Terugkerende gastrollen van onder meer Joe Spano als FBI-agent Tobias Fornell
- Speciale gastrol in seizoensfinale Cote de Pablo als Ziva David

| Nr. | Titel aflevering    | Datum eerste uitzending | Datum eerste uitzending | Datum eerste uitzending | Samenvatting |
| Nr. | Titel aflevering    | VS                      | NL                      | VL                      | Samenvatting |
| --- | ------------------- | ----------------------- | ----------------------- | ----------------------- | --- |
| 1   | Destiny's Child     | 25 september 2018       | 21 oktober 2018         | 20 januari 2019         | Vier weken nadat hij door terroristen ontvoerd is, wordt Vance gefilmd terwijl hij – al dan niet vrijwillig – samen met zijn ontvoerders een bank overvalt. |
| 2   | Love Thy Neighbor   | 2 oktober 2018          | 28 oktober 2018         | 20 januari 2019         | In het bubbelbad in zijn achtertuin worden de stoffelijke resten van een marineluitenant gevonden. |
| 3   | Boom                | 9 oktober 2018          | 4 november 2018         | 27 januari 2019         | Een SEAL krijgt per pakketpost een bom thuisgestuurd. |
| 4   | Third Wheel         | 16 oktober 2018         | 11 november 2018        | 27 januari 2019         | De overvaller van een waardetransport weet via de wielkast van een militair transportvliegtuig aan zijn achtervolgers te ontkomen. |
| 5   | Fragments           | 23 oktober 2018         | 18 november 2018        | 3 februari 2019         | Een tijdens de Vietnamoorlog verstuurd en vervolgens zoekgeraakt poststuk blijkt een zelfmoordbericht van een officier te bevatten. Een ondergeschikte heeft destijds echter verklaard hem vermoord te hebben en zit sindsdien gevangen.                                                                                               |
| 6   | Beneath the Surface | 30 oktober 2018         | 25 november 2018        | 3 februari 2019         | In het toilet van een chauffeurscafé worden de dode lichamen van een kwartiermeester en een oude kennis van Nick gevonden. |
| 7   | A Thousand Words    | 13 november 2018        | 2 december 2018         | 10 februari 2019        | Bij het beroven van een bank van de marine wordt alleen een stuk van de buitenmuur gestolen. |
| 8   | Friendly Fire       | 20 november 2018        | 9 december 2018         | 10 februari 2019        | Bij opruimwerkzaamheden in een natuurgebied wordt een dode man in het water gevonden. Hij blijkt bij leven onderzoek te hebben gedaan naar in Afghanistan gesneuvelde soldaten. Het tijdstip van zijn overlijden komt ruwweg overeen met dat van zijn contactpersoon op locatie.                                                       |
| 9   | Tailing Angie       | 4 december 2018         | 16 december 2018        | 17 februari 2019        | Het team schaduwt een vrouw die vrijkomt na een gevangenisstraf van drie jaar voor het inbreken in het huis van een admiraal, in de hoop erachter te komen wie haar medeplichtige was en de buit te localiseren. |
| 10  | What Child is This? | 11 december 2018        | 23 december 2018        | 17 februari 2019        | Een veteraan wordt dood gevonden in het steegje achter de daklozenopvang waar hij als vrijwilliger werkte. Als het team een verdachte thuis opzoekt, trekt deze een vuurwapen en begint te schieten – en wordt daarop zelf doodgeschoten. In zijn woning treft het team een zuigeling aan.                                             |
| 11  | Toil and Trouble    | 8 januari 2019          | 3 maart 2019            | 24 februari 2019        | In een ruimte waar 20 lichamen liggen te wachten tot ze gebruikt worden tijdens een medisch congres, ligt een extra lijk – van iemand die met chloorgas om het leven is gebracht. Als het team het bevel van de minister van Defensie om het onderzoek te beperken naast zich neerlegt, dreigt deze met juridische stappen en ontslag. |
| 12  | The Last Link       | 15 januari 2019         | 10 maart 2019           | 24 februari 2019        | Een marineluitenant in beschermde hechtenis wordt vermoord. |
| 13  | She                 | 12 februari 2019        | 17 maart 2019           | 28 mei 2019             | In een opslagruimte wordt een jong meisje gevonden dat vertelt ontsnapt te zijn uit een kelder waar ze zo lang ze zich kan herinneren samen met haar moeder opgesloten heeft gezeten. DNA-onderzoek wijst uit dat haar moeder een marinier is die tien jaar eerder spoorloos verdween.                                                 |
| 14  | Once Upon A Tim     | 19 februari 2019        | 24 maart 2019           | 4 juni 2019             | Een gevonden dode en een inbraak in Tims woning leiden naar de computerlessen die Tim op de middelbare school volgde. |
| 15  | Crossing the Line   | 26 februari 2019        | 31 maart 2019           | 11 juni 2019            | Tijdens het Neptunusritueel wordt het lichaam van een kwartiermeester in zee gevonden. Het ziet eruit alsof hij overboord is gevallen en verdronken, maar daar hij zelf reddingszwemmer was, is dat niet erg waarschijnlijk. |
| 16  | Bears and Cubs      | 12 maart 2019           | 7 april 2019            | 18 juni 2019            | In een natuurgebied wordt het dode lichaam van een kwartiermeester gevonden. Het lijkt er in eerste instantie op dat hij is gedood door een beer, maar schijn bedriegt. |
| 17  | Silent Service      | 26 maart 2019           | 14 april 2019           | 25 juni 2019            | Een getraind duiker verdrinkt tijdens een oefening. De onderzeeër waarop hij diende, verdwijnt plotseling onder water – met Gibbs en Bishop aan boord. Ducky maakt zich klaar om met pensioen te gaan. |
| 18  | Mona Lisa           | 2 april 2019            | 21 april 2019           | 2 juli 2019             | Nick wordt wakker aan boord van een verlaten schip, maar heeft geen idee hoe hij daar gekomen is. |
| 19  | Perennial           | 9 april 2019            | 28 april 2019           | 9 juli 2019             | De enige die het gezicht van de dader van een schietpartij in het marinehospitaal gezien heeft, is de dochter die Sloan direct na de geboorte afgestaan heeft. |
| 20  | Hail & Farewell     | 16 april 2019           | 5 mei 2019              | 16 juli 2019            | Op een bouwplaats worden de stoffelijke resten gevonden van een majoor die omgekomen zou zijn toen op 11 september 2001 een vliegtuig het Pentagon binnenvloog. |
| 21  | Judge, Jury...      | 30 april 2019           | 12 mei 2019             | 23 juli 2019            | Hoewel de dader van een cold case bekend heeft, wordt de zaak tegen hem vanwege een gemaakte fout nietig verklaard. Dan wordt hij zelf vermoord... Tim doet ondertussen onderzoek naar een geheime bankrekening die verband lijkt te hebben met de minister van Defensie.                                                              |
| 22  | ... and Executioner | 7 mei 2019              | 19 mei 2019             | 30 juli 2019            | Verder onderzoek naar de geheimzinnige bankrekening leidt naar een schaduwrechtbank. Gibbs is doelwit van een aanslag. |
| 23  | Lost Time           | 14 mei 2019             | 26 mei 2019             | 6 augustus 2019         | Een neergeschoten marinesergeant die enkele jaren eerder betrokken was bij de gevangenname van een terroristenleider wordt van een viaduct gegooid. Gibbs worstelt met een geheim uit zijn verleden. |
| 24  | Daughters           | 21 mei 2019             | 2 juni 2019             | 13 augustus 2019        | Nadat zijn dochter Emily op een schoolfeestje een overdosis opiaten binnenkrijgt, draait Fornell door. Gibbs wordt geplaagd door geesten uit het verleden, waaronder die van Emily's moeder. |

## Seizoen 17
Op 13 maart 2020 kondigde CBS aan dat de opnames van seizoen 17 waren opgeschort vanwege de coronapandemie. Hierdoor zijn aflevering 21 t/m 24 komen te vervallen.
Rolverdeling seizoen 17:
- Mark Harmon als Leroy Jethro Gibbs
- Sean Murray als Timothy (Tim) McGee
- Emily Wickersham als Eleanor (Ellie) Bishop
- Wilmer Valderrama als Nicholas (Nick) Torres
- David McCallum als Donald Mallard (Ducky)
- Rocky Carroll als Leon Vance
- Brian Dietzen als Jimmy Palmer
- Maria Bello als Jacqueline (Jack) Sloane
- Diona Reasonover als Kasie Hines
- Terugkerende gastrollen van onder meer Cote de Pablo als Ziva David

| Nr. | Titel aflevering     | Datum eerste uitzending | Datum eerste uitzending | Datum eerste uitzending | Samenvatting |
| Nr. | Titel aflevering     | VS                      | NL                      | VL                      | Samenvatting |
| --- | -------------------- | ----------------------- | ----------------------- | ----------------------- | --- |
| 1   | Out of the Darkness  | 24 september 2019       | 13 oktober 2019         | 26 mei 2020             | Ziva geeft Gibbs een raadselachtige waarschuwing, die gelijk de vraag oproept waarom ze iedereen jarenlang in de waan heeft gelaten dat ze dood was. |
| 2   | Into the Light       | 1 oktober 2019          | 20 oktober 2019         | 2 juni 2020             | Met gevaar voor eigen leven proberen Gibbs en Ziva de leidster van een terreurcel op te sporen. |
| 3   | Going Mobile         | 8 oktober 2019          | 27 oktober 2019         | 2 juni 2020             | De ontdekking van een lichaam onder een vrachtwagen leidt NCIS naar een woonwagenkamp. |
| 4   | Someone Else's Shoes | 15 oktober 2019         | 3 november 2019         | 9 juni 2020             | Wat begint met een afgehakt been op Arlington National Cemetery, eindigt in een kamp met dakloze veteranen. |
| 5   | Wide Awake           | 22 oktober 2019         | 10 november 2019        | 9 juni 2020             | Een marinekorporaal die met hypnotherapeutische behandeld wordt voor slapeloosheid, vindt na een nacht slapen een gebruikt vuurwapen in haar koelkast. |
| 6   | Institutionalized    | 5 november 2019         | 17 november 2019        | 16 juni 2020            | De net uit de gevangenis ontslagen zoon van een onderofficier wordt op weg naar zijn welkom-thuisfeestje vermoord. |
| 7   | No Vacancy           | 12 november 2019        | 24 november 2019        | 16 juni 2020            | In een varkensverblijf worden de aangevreten resten van een sergeant-majoor gevonden. |
| 8   | Musical Chairs       | 19 november 2019        | 1 december 2019         | 23 juni 2020            | Tijdens een jamsessie in de tourbus van een militair muziekkorps springt een van de bandleden ineens door de achterdeur naar buiten. |
| 9   | IRL                  | 26 november 2019        | 8 december 2019         | 23 juni 2020            | Een marinesergeant wordt tijdens een livestream voor de ogen van de kijkers vermoord. |
| 10  | The North Pole       | 17 december 2019        | 23 februari 2020        | 30 juni 2020            | Ziva moet nog één ding doen voordat ze terug kan naar Tony en Tali. Hierbij accepteert ze de hulp van Gibbs die ze eerst afwees. |
| 11  | In the Wind          | 7 januari 2020          | 1 maart 2020            | 30 juni 2020            | Gibbs' buurjongen wordt vermist en Ziva weigert naar Parijs te gaan voordat hij gevonden is. Ze is bang dat ze nog niet klaar is en dat Tony haar niet terug wil. |
| 12  | Flight Plan          | 14 januari 2020         | 8 maart 2020            | 7 juli 2020             | Een pilote raakt tijdens een oefening vanaf een vliegdekschip uit de koers en reageert niet meer op haar radio. Vlak voor haar F18 in zee stort, komt het bericht "Het spijt me" door. In haar hut wordt een dode collega gevonden. |
| 13  | Sound Off            | 21 januari 2020         | 15 maart 2020           | 7 juli 2020             | Bij de test van een nieuw type drone wordt een gebouwtje met een raket vernietigd. In de brokstukken wordt het uiteengereten lichaam van een gepensioneerde gunnery sergeant gevonden. |
| 14  | On Fire              | 28 januari 2020         | 22 maart 2020           | 14 juli 2020            | Tijdens het hardlopen raken Bishop en Torres betrokken bij een vluchtmisdrijf. Torres weet Bishop uit de weg te duwen, maar raakt zelf ernstig gewond. |
| 15  | Lonely Hearts        | 11 februari 2020        | 29 maart 2020           | 14 juli 2020            | Het lichaam van een vermiste marineofficier wordt gevonden met een pijlpunt in de borstkas. Het onderzoek leidt via een datingsite naar een vrouw die inmiddels een relatie heeft met een vriend van Gibbs. |
| 16  | Ephemera             | 18 februari 2020        | 5 april 2020            | 21 juli 2020            | Een gepensioneerde marineofficier pleegt zelfmoord en laat een zilveren munt na aan het Nationaal Museum van de Marine, waar hij regelmatig als vrijwiligger werkte. Die munt is echter zo kostbaar, dat hij zich die zelf nooit heeft kunnen verloorloven. Om er zeker van te zijn dat er geen diefstal in het spel is, onderzoekt het team het leven van de man aan de hand van stapels oude brieven en documenten. |
| 17  | In a Nutshell        | 10 maart 2020           | 12 april 2020           | 21 juli 2020            | Een onderofficier wordt op dezelfde manier vermoord als zijn ouders jaren eerder. Bovendien ligt zijn lichaam op dezelfde plaats als waar hij en zijn zus destijds door de politie gevonden werden. |
| 18  | Schooled             | 24 maart 2020           | 19 april 2020           | 28 juli 2020            | Tijdens een badeendenrace wordt het lichaam van een reservist gevonden. Tijdens het onderzoek blijkt de man een gezochte cyberterrorist te zijn. |
| 19  | Blarney              | 31 maart 2020           | 26 april 2020           | 28 juli 2020            | Op St. Patrick's Day mondt een mislukte overval op een juwelierszaak uit in de gijzeling van een diner waar Kasie en Jimmy toevallig aan het ontbijt zitten. |
| 20  | The Arizona          | 14 april 2020           | 3 mei 2020              | 4 augustus 2020         | Een hoogbejaarde man dwingt het team te bewijzen dat hij tijdens de aanval op Pearl Harbor diende op de USS Arizona, zodat zijn stoffelijke resten – als het zover is – in het wrak in de haven van Honolulu kunnen worden bijgezet. |

## Seizoen 18
Door de uitbraak van de coronacrisis in de Verenigde Staten is het uitzenden van dit seizoen later in het jaar begonnen dan anders (november in plaats van september). Om te voorkomen dat de laatste afleveringen in de zomervakantie (wanneer er minder kijkers zijn) uitgezonden worden en er tegelijkertijd voor te zorgen dat de opnamen voor het volgende seizoen in juli kunnen beginnen (zodat voor dat seizoen weer het normale uitzendschema gevolgd kan worden), telt dit seizoen 16 afleveringen in plaats van de meer gebruikelijke 24.
Rolverdeling seizoen 18:
- Mark Harmon als Leroy Jethro Gibbs
- Sean Murray als Timothy (Tim) McGee
- Emily Wickersham als Eleanor (Ellie) Bishop
- Wilmer Valderrama als Nicholas (Nick) Torres
- David McCallum als Donald Mallard (Ducky)
- Rocky Carroll als Leon Vance
- Brian Dietzen als Jimmy Palmer
- Maria Bello als Jacqueline (Jack) Sloane
- Diona Reasonover als Kasie Hines
- Terugkerende gastrollen van onder meer Joe Spano als Tobias Fornell en Pam Dawber als Marcie Warren

| Nr. | Titel aflevering            | Datum eerste uitzending | Datum eerste uitzending | Datum eerste uitzending | Samenvatting |
| Nr. | Titel aflevering            | VS                      | NL                      | VL                      | Samenvatting |
| --- | --------------------------- | ----------------------- | ----------------------- | ----------------------- | --- |
| 1   | Sturgeon Season             | 17 november 2020        | 31 januari 2021         | 1 juli 2021             | Gibbs en Fornell proberen de leider te vinden van de bende die drugs verkocht aan Fornells dochter. Jimmy is een lijk kwijt. |
| 2   | Everything Starts Somewhere | 24 november 2020        | 7 februari 2021         | 1 juli 2021             | De vondst van een lijk in de kelder van NCIS leidt ertoe dat Gibbs en Ducky de zaak waarbij ze elkaar voor het eerst hebben ontmoet, veertig jaar na dato alsnog kunnen afsluiten. |
| 3   | Blood and Treasure          | 8 december 2020         | 14 februari 2021        | 8 juli 2021             | Een bootsman wordt dood gevonden met opengesneden buikholte. De lijkschouwing wijst uit dat het opensnijden pas na het overlijden is gebeurd en er zijn sterke aanwijzingen dat dat gedaan is om een ingeslikte schatkaart te bemachtigen. Fornell komt weer wat dichter bij de leiding van de drugsbende.                     |
| 4   | Sunburn                     | 19 januari 2021         | 21 februari 2021        | 8 juli 2021             | De eigenaar van een escaperoom, die vroeger voor de marine aan de ontwikkeling van een onderwaterdrone werkte, wordt vermoord. Het onderzoek leidt naar de Bahama's, waar McGee en zijn vrouw op dat moment op vakantie zijn. Dichter bij huis is Fornell onvindbaar.                                                          |
| 5   | Head of the Snake           | 19 januari 2021         | 28 februari 2021        | 15 juli 2021            | Fornell is erachter gekomen dat er een nieuwe lading drugs met een gewijzigde samenstelling in aantocht is. Na analyse van een monster blijkt dat de pillen niet langer verslavend, maar dodelijk zijn. Als Bishop door de bende gevangengenomen wordt, begint een race tegen de klok om de bende definitief uit te schakelen. |
| 6   | 1mm                         | 26 januari 2021         | 7 maart 2021            | 15 juli 2021            | Als Bishop en Torres in een gebied met slechte gsm- en gps-ontvangst bij een voormalige politiepost uitstappen om de weg te vragen, worden ze beschoten. Ze belanden in de cel en de schutters gaan er met hun auto vandoor.                                                                                                   |
| 7   | The First Day               | 9 februari 2021         | 14 maart 2021           | 22 juli 2021            | De bestuurder van een takelwagen vindt het met kogels doorzeefde lichaam van een kwartiermeester. |
| 8   | True Believer               | 2 maart 2021            | 21 maart 2021           | 22 juli 2021            | In de Afghaanse provincie Helmand wordt een verlaten schoolbus gevonden. De chauffeur is doodgeschoten, de passagiers zijn verdwenen en in het vuil op het raam is met grote letters 'SLOANE, NCIS' geschreven. Sloane, die al een tijdje niet lekker in haar vel zit, besluit NCIS te verlaten.                               |
| 9   | Winter Chill                | 9 maart 2021            | 28 maart 2021           | 29 juli 2021            | Achter in een vrachtwagen voor koeltransport wordt het bevroren lichaam van een kwartiermeester gevonden. Emily Fornell heeft een terugval en slikt een fatale dosis pillen. |
| 10  | Watchdog                    | 16 maart 2021           | 4 april 2021            | 29 juli 2021            | Nadat Gibbs een dierenbeul in elkaar geslagen heeft, wordt zijn functioneren onderzocht. |
| 11  | Gut Punch                   | 6 april 2021            | 11 april 2021           | 5 augustus 2021         | Vance zet McGee, Torres en Bishop in bij een top van Buitenlandse Zaken om te zorgen dat de COVID-regels nageleefd worden. Daar ontdekken ze een verband met de moordzaak van een ander NCIS-team. Verslaggeefster Marcie Warren benadert Gibbs om zijn kant van het verhaal te horen te krijgen.                              |
| 12  | Sangre                      | 27 april 2021           | 2 mei 2021              | 12 augustus 2021        | Op een plaats delict wordt een haar gevonden van Torres' vader, die zijn gezin verlaten heeft toen Torres vijf jaar oud was. |
| 13  | Misconduct                  | 4 mei 2021              | 9 mei 2021              | 19 augustus 2021        | Doordat Gibbs nog steeds gedwongen op non-actief staat, is zijn geloofwaardigheid als getuige in een rechtszaak onvoldoende om een oplichter veroordeeld te krijgen. |
| 14  | Unseen Improvements         | 11 mei 2021             | 16 mei 2021             | 26 augustus 2021        | Een maaltijdbezorger vindt bij terugkomst bij zijn bestelwagen een doodgeschoten kapitein ter zee. Het slachtoffer werkte bij de afdeling die de lanceercodes van de kernwapens aan boord van onderzeeërs beheert en zijn laptop is verdwenen.                                                                                 |
| 15  | Blown Away                  | 18 mei 2021             | 23 mei 2021             | 2 september 2021        | Wanneer bijna alle leden van een speciaal NCIS-team bij een bomexplosie om het leven komen, helpt Jessica Knight, het enige overlevende lid, bij het oplossen van de zaak. Warren vraagt Gibbs' hulp bij een onderzoek naar een mogelijke seriemoordenaar.                                                                     |
| 16  | Rule 91                     | 25 mei 2021             | 6 juni 2021             | 2 september 2021        | In de opslagplaats van een illegale wapenhandelaar worden enkele geheime dossiers gevonden, die volgens de NSA door Bishop gelekt moeten zijn. Gibbs en Warren vermoeden dat dat de moordenaar die ze zoeken, hen doorheeft.                                                                                                   |

## Seizoen 19
Rolverdeling seizoen 19:
- Mark Harmon als Leroy Jethro Gibbs
- Gary Cole als Alden Parker
- Sean Murray als Timothy (Tim) McGee
- Wilmer Valderrama als Nicholas (Nick) Torres
- Katrina Law als Jessica Knight
- David McCallum als Donald Mallard (Ducky)
- Rocky Carroll als Leon Vance
- Brian Dietzen als Jimmy Palmer
- Diona Reasonover als Kasie Hines
- Terugkerende gastrollen van onder meer Pam Dawber als Marcie Warren en Joe Spano als Tobias Fornell

| Nr. | Titel aflevering     | Datum eerste uitzending | Datum eerste uitzending | Datum eerste uitzending | Samenvatting |
| Nr. | Titel aflevering     | VS                      | NL                      | VL                      | Samenvatting |
| --- | -------------------- | ----------------------- | ----------------------- | ----------------------- | --- |
| 1   | Blood in the Water   | 20 september 2021       | 27 november 2021        | 30 september 2022       | Na het vertrek van Bishop komt Jessica Knight het team versterken. De eerste zaak: het opsporen van Gibbs, nadat diens boot met hem aan boord ontploft is. |
| 2   | Nearly Departed      | 27 september 2021       | 4 december 2021         | 30 september 2022       | Terwijl ze de seriemoordenaar waar Gibbs naar op zoek was proberen te vinden, ontdekt het NCIS-team dat de FBI hem ook volgt. |
| 3   | Road to Nowhere      | 4 oktober 2021          | 11 december 2021        | 30 september 2022       | De seriemoordenaar blijkt een huurmoordenaar te zijn. Als hij wordt ondervraagd, geeft hij aan dat er een nog onbekend slachtoffer is, dat de sleutel tot de hele zaak vormt. Gibbs neemt de man, zonder toestemming van de FBI, naar de locatie waar dit slachtoffer te vinden zou zijn. |
| 4   | Great Wide Open      | 11 oktober 2021         | 18 december 2021        | 7 oktober 2022          | De zoektocht naar de opdrachtgever van de huurmoordenaar leidt naar Alaska. FBI-agent Parker, die achter Gibbs aan is gestuurd met de opdracht hem te arresteren, besluit dat de zaak waaraan Gibbs werkt belangrijker is. Dat kost hem zijn baan. Gibbs vertrekt bij NCIS.               |
| 5   | Face the Strange     | 18 oktober 2021         | 8 januari 2022          | 7 oktober 2022          | Een parkwachter krijgt de schrik van zijn leven als een kwartiermeester letterlijk onder de grond vandaan kruipt. Als NCIS arriveert is de kwartiermeester inmiddels overleden. Vlak nadat zijn lichaam in Jimmy's busje is gelegd, volgt een explosie. Parker wordt ingezet bij NCIS.    |
| 6   | False Start          | 1 november 2021         | 15 januari 2022         | 7 oktober 2022          | De leider van het sportteam van de marine wordt dood aangetroffen in zijn kantoor. Het NCIS-team moet wennen aan de manier van leidinggeven van Parker, die nogal afwijkt van die van Gibbs.                                                                                              |
| 7   | Docked               | 8 november 2021         | 22 januari 2022         | 14 oktober 2022         | McGees schoonmoeder vindt een dode marinecommandant in de sauna van een cruiseschip. |
| 8   | Peacekeeper          | 29 november 2021        | 29 januari 2022         | 14 oktober 2022         | In een auto op een schietbaan wordt het met kogels doorzeefde lichaam van een reservist gevonden. |
| 9   | Collective Memory    | 6 december 2021         | 5 februari 2022         | 14 oktober 2022         | In de struiken naast de ingang van een marinebasis wordt een doodgeschoten vrouw gevonden. |
| 10  | Pledge of Allegiance | 3 januari 2022          | 12 februari 2022        | 21 oktober 2022         | Het team zoekt een marine-adjudant die ervan wordt verdacht de 'masterkey' te hebben gestolen waarmee men de besturing van alle drones van de marine kan overnemen. |
| 11  | All Hands            | 17 januari 2022         | 19 februari 2022        | 21 oktober 2022         | Een onderzoeksschip neemt de inzittenden van een reddingsboot van de marine aan boord. NCIS krijgt de opdracht te onderzoeken waarom zich onder de mariniers een dode bevindt. Als het team aan boord komt, breekt er een schietpartij uit.                                               |
| 12  | Fight or Flight      | 24 januari 2022         | 26 februari 2022        | 21 oktober 2022         | Op een vuilstort wordt het lichaam van een luitenant-ter-zee gevonden. De man onderzocht bij leven kwetsbaarheden in de computers van Defensie. Zijn biometrisch beveiligde laptop is spoorloos, net als zijn rechteroog.                                                                 |
| 13  | The Helpers          | 28 februari 2022        | 5 maart 2022            | 21 oktober 2022         | Palmer en Kasie worden blootgesteld aan een dodelijk gif dat is gevonden tussen de spullen van een ontslagen soldaat die heeft ingebroken op de marinebasis in Quantico. |
| 14  | First Steps          | 7 maart 2022            | 12 maart 2022           | 28 oktober 2022         | Een marinechirurg zakt tijdens een operatie in elkaar en overlijdt. Zijn collega's denken aan een hartaanval, Palmer aan een vergiftiging. |
| 15  | Thick As Thieves     | 14 maart 2022           | 26 maart 2022           | 28 oktober 2022         | Naast een dode kwartiermeester wordt een horloge gevonden met huidcellen van de neef van een man met wie Parker in de jeugdgevangenis heeft gezeten. |
| 16  | The Wake             | 21 maart 2022           | 2 april 2022            | 28 oktober 2022         | Tijdens een genderrevealparty op de marinebasis in Norfolk vallen er plotseling stukjes mensenvlees uit de lucht. |
| 17  | Starting Over        | 28 maart 2022           | 9 april 2022            | 28 oktober 2022         | Een veteraan valt na een klap op zijn hoofd van een dak. Een kennis van hem biedt zijn hulp aan: Tobias Fornell (gastrol van Joe Spano). Torres vertrekt naar Oahu waar een verdachte in een andere zaak is gesignaleerd (cross-over met NCIS: Hawaiʻi).                                  |
| 18  | Last Dance           | 18 april 2022           | 23 april 2022           | 4 november 2022         | Een wapensmokkelaar weet uit de gevangenis te komen. Hij gaat over lijken tijdens zijn zoektocht naar de mensen die hem zes jaar geleden verraden hebben. Een van hen kent hij als Carlos Salazar – een undercoverrol van Torres.                                                         |
| 19  | The Brat Pack        | 2 mei 2022              | 7 mei 2022              | 4 november 2022         | Een tiener heeft het beveiligingssysteem van de marinebasis in Norfolk gehackt. |
| 20  | All or Nothing       | 16 mei 2022             | 21 mei 2022             | 4 november 2022         | Een marinereservist overlijdt in een autowasstraat. |
| 21  | Birds of a Feather   | 23 mei 2022             | 28 mei 2022             | 4 november 2022         | Parkers ex-vrouw wordt ontvoerd. Het spoor leidt naar Parkers oud-collega bij de FBI, die door Parkers toedoen ontslagen werd. |

## Seizoen 20
Rolverdeling seizoen 20:
- Gary Cole als Alden Parker
- Sean Murray als Timothy (Tim) McGee
- Wilmer Valderrama als Nicholas (Nick) Torres
- Katrina Law als Jessica Knight
- David McCallum als Donald Mallard (Ducky)
- Rocky Carroll als Leon Vance
- Brian Dietzen als Jimmy Palmer
- Diona Reasonover als Kasie Hines
- Terugkerende gastrollen van Joe Spano als Tobias Fornell en Margo Harshman als Delilah McGee

| Nr. | Titel aflevering           | Datum eerste uitzending | Datum eerste uitzending | Datum eerste uitzending | Samenvatting |
| Nr. | Titel aflevering           | VS                      | NL                      | VL                      | Samenvatting |
| --- | -------------------------- | ----------------------- | ----------------------- | ----------------------- | --- |
| 1   | A Family Matter            | 19 september 2022       | 2 januari 2023          | 17 februari 2024        | Gezocht door de FBI en met steun van zijn team tracht Parker erachter te komen wie hem erin probeert te luizen. |
| 2   | Daddy Issues               | 26 september 2022       | 9 januari 2023          | 17 februari 2024        | In een zwaarbeveiligde federale opslagplaats wordt een dode inbreker gevonden. De vader van een meisje dat naar dezelfde school gaat als de tweeling van McGee lijkt erbij betrokken te zijn. |
| 3   | Unearth                    | 3 oktober 2022          | 16 januari 2023         | 24 februari 2024        | Een man die op een Afghaanse begraafplaats een naar verluidt vervloekte Bactrische schat heeft opgegraven, wordt dood gevonden op de begraafplaats van Quantico. Conform de vloek is de binnenkant van zijn lichaam gevuld met stenen. |
| 4   | Leave No Trace             | 10 oktober 2022         | 23 januari 2023         | 24 februari 2024        | Een kampeerder vindt in een toiletgebouwtje een vermoorde kwartiermeester. Het NCIS-team wordt bijgestaan door een agent van de National Park Service, die de ex van Knight blijkt te zijn. |
| 5   | Guardian                   | 17 oktober 2022         | 30 januari 2023         | 24 februari 2024        | Wanneer Vance een paar inbrekers in zijn woning betrapt, wordt hij beschoten. Het lijkt erop dat de inbrekers er niet op uit waren iets te stelen. |
| 6   | The Good Fighter           | 24 oktober 2022         | 6 februari 2023         | 24 februari 2024        | Een NCIS-agent die op de kat van een uitgezonden marinier paste, wordt dood gevonden in de woning van de eigenaar. Kasie verschijnt onverwacht niet op haar werk. |
| 7   | Love Lost                  | 14 november 2022        | 13 februari 2023        | 24 februari 2024        | De echtgenoot van SecNav Tara Flynn loopt het NCIS-kantoor binnen om aangifte te doen tegen zijn vrouw, die meermalen geprobeerd zou hebben hem te vermoorden. |
| 8   | Turkey Trot                | 21 november 2022        | 20 februari 2023        | 24 februari 2024        | Ter gelegenheid van Thanksgiving is een hardloopwedstrijd georganiseerd. Op het moment dat een admiraal het startschot lost, ontploft het podium waarop zij staat. |
| 9   | Higher Education           | 5 december 2022         | 27 februari 2023        | 24 februari 2024        | Een adelborst kleed zich op straat uit, stapt de rijbaan op en wordt door een auto overreden. Een van de laatste personen die hij gesproken heeft, is zijn professor cryptografie: Delilah McGee. |
| 10  | Too Many Cooks             | 9 januari 2023          | 6 maart 2023            | 2 maart 2024            | Op de dag voor zijn pensionering wordt een professor van de FLETC (Federal Law Enforcement Training Centers – opleidingscentra voor federale wetshandhaving) gebeld door een gezochte crimineel en pleegt daarop zelfmoord. Het team uit DC wordt bijgestaan door hun collega's uit Hawaï en Los Angeles, die vanwege het afscheidsfeest van de professor in DC zijn. Wordt vervolgd in aflevering Deep Fake (S2E10) van NCIS: Hawaiʻi. De ontknoping volgt in aflevering A Long Time Coming (S14E10) van NCIS: Los Angeles. |
| 11  | Bridges                    | 16 januari 2023         | 13 maart 2023           | 2 maart 2024            | In een afgelegen en nogal louche motel wordt het dode lichaam van een adelborst gevonden. Haar kamer is betaald met een creditcard op naam van Parker, die haar echter helemaal niet kent. |
| 12  | Big Rig                    | 23 januari 2023         | 20 maart 2023           | 2 maart 2024            | Een NCIS-agent vraagt Torres tijdens een undercoveroperatie om hulp. Voor hij tekst en uitleg heeft kunnen geven, verdwijnt hij. De volgende dag wordt een verkoold lichaam in zijn uitgebrande auto gevonden. |
| 13  | Evil Eye                   | 6 februari 2023         | 27 maart 2023           | 2 maart 2024            | Een luitenant-ter-zee krijgt per bezorgrobot een hoofd geleverd. Knight krijgt een actrice die zich op een filmrol voorbereidt op sleeptouw. |
| 14  | Old Wounds                 | 13 februari 2023        | 3 april 2023            | 2 maart 2024            | Op een plaats delict achtergebleven bewijsmateriaal haalt bij Parker oude wonden open. |
| 15  | Unusual Suspects           | 20 februari 2023        | 10 april 2023           | 2 maart 2024            | Een kwartiermeester die ook voor een taxibedrijf werkt, wordt vermoord in zijn auto gevonden. Parkers vader wordt uit het bejaardenhuis gezet en trekt bij zijn zoon in. |
| 16  | Butterfly Effect           | 13 maart 2023           | 17 april 2023           | 2 maart 2024            | In een winkelcentrum vallen tien mensen in slaap na het inademen van een verdovend gas. Wie het gas heeft vrijgelaten en waarom is niet meteen duidelijk. |
| 17  | Stranger in a Strange Land | 20 maart 2023           | 24 april 2023           | 9 maart 2024            | Een marinier die ook na zijn terugkeer uit Afghanistan betrokken bleef bij het lot van de Afghanen die meehielpen in de strijd tegen de taliban en daarom naar de Verenigde Staten moesten vluchten, wordt vermoord met een aardappelmesje. |
| 18  | Head Games                 | 10 april 2023           | 1 mei 2023              | 9 maart 2024            | Een luitenant-ter-zee steekt haar man neer en verlaat haar woning. Als ze weer thuis komt, weet ze niet wat er gebeurd is en waarom NCIS haar huis onderzoekt. |
| 19  | In the Spotlight           | 1 mei 2023              | 8 mei 2023              | 9 maart 2024            | Als Knight in de rij voor de poort van de marinebasis staat, komt er met hoge snelheid een auto voorbij. De auto verongelukt en vliegt in brand om vervolgens, terwijl Knight de inzittenden probeert te redden, te ontploffen. |
| 20  | Second Opinion             | 8 mei 2023              | 15 mei 2023             | 9 maart 2024            | Wanneer haar dochter vermoord gevonden wordt, biedt een senator het NCIS-team alle mogelijke hulp bij het onderzoek – of die hulp gewenst is of niet. |
| 21  | Kompromat                  | 15 mei 2023             | 22 mei 2023             | 9 maart 2024            | In een beveiligde afdeling van de National Archives, waar onder meer topgeheime documenten bewaard worden, wordt een vermoorde marinereservist gevonden. |
| 22  | Black Sky                  | 22 mei 2023             | 29 mei 2023             | 9 maart 2024            | Torres gaat undercover in de gevangenis waar een Russische spion een terroristische aanslag voorbereidt. |

## Seizoen 21
Rolverdeling seizoen 21:
- Gary Cole als Alden Parker
- Sean Murray als Timothy (Tim) McGee
- Wilmer Valderrama als Nicholas (Nick) Torres
- Katrina Law als Jessica Knight
- Rocky Carroll als Leon Vance
- Brian Dietzen als Jimmy Palmer
- Diona Reasonover als Kasie Hines

| Nr. | Titel aflevering            | Datum eerste uitzending | Datum eerste uitzending | Datum eerste uitzending | Samenvatting |
| Nr. | Titel aflevering            | VS                      | NL                      | VL                      | Samenvatting |
| --- | --------------------------- | ----------------------- | ----------------------- | ----------------------- | --- |
| 1   | Algún Día                   | 12 februari 2024        | 16 maart 2024           | 15 maart 2025           | Torres wordt door de FBI gearresteerd op verdenking van moord op een man die tijdens Torres' jeugd diens gezin uitgebuit en mishandeld heeft. |
| 2   | The Stories We Leave Behind | 19 februari 2024        | 23 maart 2024           | 15 maart 2025           | Ducky vraagt Palmer om een merkwaardige zaak die hem onder ogen is gekomen met hem te bespreken. Als Palmer de volgende ochtend bij hem langsgaat, ligt Ducky dood in zijn bed. Mede als eerbetoon aan Ducky onderzoekt het team zijn laatste zaak. Gastrol van Michael Weatherly als Anthony DiNozzo |
| 3   | Lifeline                    | 26 februari 2024        | 30 maart 2024           | 22 maart 2025           | De teamleden lopen een dagje mee op andere afdelingen om wat meer inzicht in het reilen en zeilen aldaar te krijgen. Kasie zit bij de alarmcentrale en krijgt daar een telefoontje binnen, dat eindigt als er aan de andere kant van de lijn schoten klinken. |
| 4   | Left Unsaid                 | 4 maart 2024            | 6 april 2024            | 22 maart 2025           | Een kwartiermeester verdwijnt als hij op het punt staat zijn vriendin ten huwelijk te vragen. |
| 5   | The Plan                    | 25 maart 2024           | 13 april 2024           | 22 maart 2025           | Knights vader komt het team assisteren als het dienstwapen van een vermiste onderschikte van hem in verband gebracht wordt met een recent sterfgeval. Een genealogisch DNA-onderzoek levert onverwachte resultaten op voor McGee. |
| 6   | Strange Invaders            | 1 april 2024            | 20 april 2024           | 22 maart 2025           | Niet lang nadat hij een officiële verklaring over zijn ontmoeting met een uap heeft afgelegd, wordt een straaljagerpiloot in zijn huis vermoord. Kogels zijn niet te vinden, maar in zijn wonden treft Kasie sporen aan van een element dat niet op Aarde voorkomt. |
| 7   | A Thousand Yards            | 15 april 2024           | 27 april 2024           | 22 maart 2025           | Als Vance het graf van zijn vrouw bezoekt, wordt hij van grote afstand in zijn rug geschoten. Pal daarop klinken explosies bij gebouwen die te maken hebben met mensen die in het verleden voor of met NCIS hebben gewerkt. Duizendste aflevering van de serie. Gastrollen van onder meer Vanessa Lachey als Jane Tennant (NCIS: Hawaiʻi), Daniela Ruah als Kensi Blye (NCIS: Los Angeles) en Joe Spano als Tobias Fornell. |
| 8   | Heartless                   | 22 april 2024           | 11 mei 2024             | 29 maart 2025           | Een hartchirurg wordt ontvoerd en vermoord. |
| 9   | Prime Cut                   | 29 april 2024           | 18 mei 2024             | 29 maart 2025           | Het recent in stukken gehakte lichaam van een marinekapitein wordt in Washington gevonden. De man zou echter al twee jaar eerder bij een ongeval met een helikopter omgekomen zijn. Het onderzoek voert naar een ranch in Texas. |
| 10  | Reef Madness                | 6 mei 2024              | 25 mei 2024             | 29 maart 2025           | Vlak voor een oorlogsbodem afgezonken zal worden om een nieuw kunstmatig rif te doen ontstaan, worden aan boord drie lijken gevonden. Knight krijgt een aanbod om als trainer bij NCIS REACT te gaan werken. |

## Seizoen 22
Rolverdeling seizoen 22:
- Gary Cole als Alden Parker
- Sean Murray als Timothy (Tim) McGee
- Wilmer Valderrama als Nicholas (Nick) Torres
- Katrina Law als Jessica Knight
- Rocky Carroll als Leon Vance
- Brian Dietzen als Jimmy Palmer
- Diona Reasonover als Kasie Hines
- Terugkerende gastrol van Seamus Dever als inspecteur-generaal Gabriel LaRoche

| Nr. | Titel aflevering           | Datum eerste uitzending | Datum eerste uitzending | Datum eerste uitzending | Samenvatting |
| Nr. | Titel aflevering           | VS                      | NL                      | VL                      | Samenvatting |
| --- | -------------------------- | ----------------------- | ----------------------- | ----------------------- | --- |
| 1   | Empty Nest                 | 14 oktober 2024         | 6 januari 2025          |                         | Torres raakt vermist tijdens een undercoveroperatie. Een verdachte wordt in een verhoorkamer gegijzeld. Knight keert terug bij het team. |
| 2   | Foreign Bodies             | 21 oktober 2024         | 13 januari 2025         |                         | Als de bewaker van een Venezolaanse admiraal in het kantoor van Vance overlijdt, dreigt een diplomatiek schandaal. De man was namelijk ook een Amerikaanse undercoveragent. |
| 3   | The Trouble with Hal       | 28 oktober 2024         | 20 januari 2025         |                         | Een marineluitenant die na een missie thuiskomt, treft in zijn huis een groep mensen aan die een verrassingsfuif hebben georganiseerd. Hij kent het beoogde feestvarken echter niet eens, laat staan dat die man bij hem in huis woont. |
| 4   | Sticks & Stones            | 4 november 2024         | 27 januari 2025         |                         | Als inlichtingendiensten melden dat Wit-Rusland op verschillende plaatsen heimelijk mobiele lanceer-installaties in stelling brengt, het contact met Air Force One verloren gaat en zowel de vicepresident als de voorzitter van het Huis van Afgevaardigden niet in staat zijn hun taken te vervullen, lijkt een atoomorlog nauwelijks nog te voorkomen. |
| 5   | In from the Cold           | 11 november 2024        | 3 februari 2025         |                         | Een gepensioneerde kapitein begint tijdens een medisch onderzoek ineens in een vreemde taal te spreken. Het blijkt Fins te zijn – een taal die hij naar verluidt helemaal niet machtig is – en als men de reeks getallen die hij zei via de computer opzoekt, valt in het hele ziekenhuis de elektriciteit uit. Kort daarna duikt de CIA op.              |
| 6   | Knight and Day             | 25 november 2024        | 10 februari 2025        |                         | Een bestuurslid van een bedrijf uit de defensie-industrie wordt thuis overvallen. Knight wordt belast met het beschermen van zijn echtgenote. |
| 7   | Hardboiled                 | 2 december 2024         | 17 februari 2025        |                         | Een privédetective is door een man ingehuurd om bewijzen te leveren dat zijn vrouw vreemdgaat. Hij weet foto's te maken als zij een man ontvangt in een hotelkamer. Nick Torres, om precies te zijn. De vrouw is een informante. Als de bedrogen man vervolgens dood gevonden wordt, moet een kluwen aan tegenstrijdige aanwijzingen ontward worden.      |
| 8   | Out of Control             | 9 december 2024         | 24 februari 2025        |                         | De auto van een luitenant begint onverwacht zelfstandig te rijden. |
| 9   | Humbug                     | 16 december 2024        | 3 maart 2025            |                         | Vlak voor er over een wetsvoorstel gestemd zal worden, wordt een belangrijke voorvechter ervan beschuldigd van nalatigheid tijdens de oorlog in Afghanistan met de dood van drie commando's tot gevolg. |
| 10  | Baker's Man                | 27 januari 2025         | 10 maart 2025           |                         | De bakkerij waar Parker 's ochtends gebak voor het team haalt, wordt het centrum van een conflict tussen rivaliserende drugsbendes. |
| 11  | For Better or Worse        | 3 februari 2025         | 17 maart 2025           |                         | Op de bezittingen van een doodgeschoten man met een valse militaire identiteitskaart worden de vingerafdrukken van Torres gevonden. |
| 12  | Fun and Games              | 10 februari 2025        | 24 maart 2025           |                         | Een analyst van de FBI wordt vergiftigd gevonden na een spelletjesavond bij Kasie thuis. |
| 13  | Bad Blood                  | 24 februari 2025        | 31 maart 2025           |                         | Een luienant-ter-zee wordt gedood door een man die om een vooralsnog onbekende reden de volledige 'opbrengst' van een mobiele bloeddonatiepost heeft vernietigd. |
| 14  | Close to Home              | 3 maart 2025            | 7 april 2025            |                         | Palmers dochter vindt een gedeelte van de buit van een 15 jaar oude, nooit opgeloste bankoverval. |
| 15  | Moonlit                    | 24 maart 2025           | 14 april 2025           |                         | Er wordt een dode inlichtingenofficier gevonden met bijtwonden van een alligator. Dat is echter niet waaraan hij gestorven is. |
| 16  | Ladies' Night              | 31 maart 2025           | 21 april 2025           |                         | Kasie, Knight en Knights zus zijn van plan een avondje te ontspannen, maar dat loopt anders dan verwacht als er flarden bewijs opduiken die suggereren dat een arrestant wellicht onschuldig is. Bij Torres, McGee en Parker speelt iets soortgelijks. |
| 17  | Killer Instinct            | 14 april 2025           | 28 april 2025           |                         | Een gearresteerde huurmoordenaar pleegt tijdens zijn verhoor zelfmoord. Uit onderzoek naar zijn recentste slachtoffers blijkt dat ze allebei betrokken waren bij de beveiliging van het periodieke transport van nucleair afval van de marine. Gastrol van Margo Harshman als Delilah McGee                                                               |
| 18  | After the Storm            | 21 april 2025           | 5 mei 2025              |                         | Drie veteranen worden doodgeschoten in een motelkamer. Bij een bushalte in de buurt wordt een verdachte aangehouden die onder het bloed zit. Het enige dat deze man zegt, is het badgenummer van Sam Hanna (gastrol van LL Cool J). |
| 19  | Irreconcilable Differences | 28 april 2025           | 12 mei 2025             |                         | McGee, die LaRoche al een tijdje niet vertrouwt, komt in het nauw als hij LaRoche een misdaad ziet plegen, maar het niet kan bewijzen. Een gezamenlijke ondercover-klus van Torres en Knight blijkt onbedoeld een rechtsgeldig huwelijk tussen beide collega's te hebben opgeleverd.                                                                      |
| 20  | Nexus                      | 5 mei 2025              | 19 mei 2025             |                         | Een confrontatie met het Nexus-kartel brengt schaduwen uit Parkers verleden met zich mee. |